# Blanchet Frères et Kléber
Pour les articles homonymes, voir BFK.
La société Blanchet Frères et Kléber, également connue sous l'acronyme BFK, est une  entreprise papetière française établie à Rives, dans le département de l'Isère, en activité du début du XIXe siècle et jusqu'au milieu du XXe siècle.
Créée en 1787, la petite papeterie Blanchet de Rives devient la papeterie Blanchet Frères et Kléber en 1820 lors de l'association des frères Augustin et Victor Blanchet avec Jean-Antoine Didier Kléber. Cette papeterie est connue en France, en Europe et aux États-Unis pour la qualité de ses papiers d'édition, d'art et photographique, souvent sous le seul sigle BFK que l'on retrouve dans les filigranes de nombreux ouvrages, dessins, lithographies et timbres postaux.
Les familles Blanchet et Kléber, qui ont profondément marqué la vie économique, sociale et politique de la commune de Rives, restent associées dans la gestion de la papeterie BFK jusqu'en 1920. L'entreprise familiale devient la Société anonyme des papeteries de Rives en 1910. Elle s'associe avec d'autres sociétés papetières françaises en 1956 pour former le groupe Arjomari, devenu ArjoWiggins en 1990 après fusion avec le groupe international WigginsTeape Appleton, racheté en 2011 par le suédois Munksjö Oy.
La dernière papeterie de Rives ferme en 2011. Le papier BFK Rives, encore fabriqué par la société française Arches, propriété du groupe papetier Ahlstrom-Munksjö Oyj, demeure une référence de qualité dans le monde du papier à dessin et d'édition d'art.

## Les origines de la papeterie
L’industrie papetière est présente à Rives depuis le  XVIe siècle. Les eaux de la Fure, qui servent déjà aux forges et aux aciéries, sont utilisées pour actionner les moulins à papier.

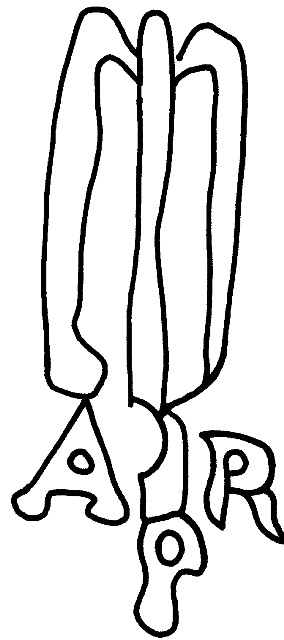
Filigrane de la papeterie de Rives en 1573.

En 1561, Jean Bouilloud loue les eaux de la rivière le Réaumont, un affluent de la Fure, au seigneur de Rives, Antoine Besson, et y installe des moulins pour ses forges. Quelques années plus tard, il transforme un de ses moulins à eau, situé dans le quartier du Bas-Rives à la confluence de la Fure et du Réaumont, pour faire fonctionner une papeterie et y apporter l'eau nécessaire à la fabrication de la pâte à papier.

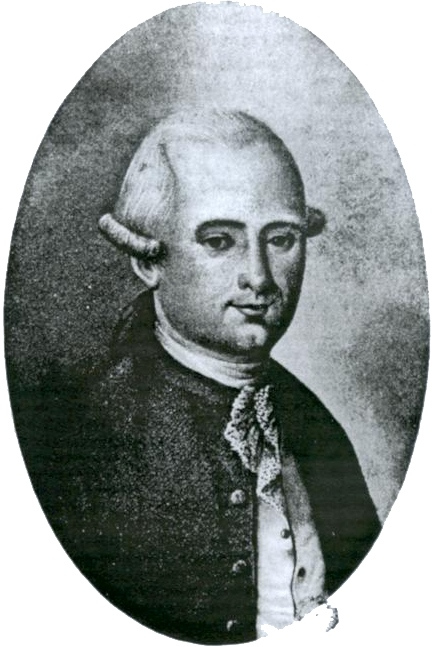
Maurice Augustin Montgolfier, papetier à Rives au XVIIIe siècle.

C’est à Rives qu’est produit un papier papiers filigranés « à la cloche » vers 1573 dans le moulin dirigé par Jean Bouilloud,. Dans son ouvrage sur les filigranes, Charles-Moïse Briquet a retrouvé un filigrane de la papeterie de Rives datant de 1573.
Au milieu du XVIIIe siècle, les frères Montgolfier, issus d’une famille papetière originaire d’Auvergne possédant des moulins dans le Forez, le Velay et en Savoie, s’installent à  Rives. 
Le 19 juin 1766, Joseph Marchand, qui avait précédemment obtenu du seigneur de Langon (seigneur de Rives) les droits sur le moulin du Bas-Rives, le loue à Maurice-Augustin Montgolfier,,. 
Maurice-Augustin Montgolfier est le treizième enfant, d'une fratrie de seize, de Pierre Montgolfier. Il quitte la papeterie familiale de Vidalon, pour voyager en Europe et dans le monde.  À son retour en France, il s'associe avec son frère Joseph dans l'exploitation de la papeterie de Rives. Maurice-Augustin fait évoluer la papeterie mais il entre souvent en conflit avec ses ouvriers lesquels, organisés en compagnonnage, essaient de contrôler les papeteries et s'opposent à l’ordonnance royale de 1737 qui devait réglementer la profession. Découragé, Maurice-Augustin se désintéresse de sa papeterie de Rives qui est en mauvais état, au profit de sa nouvelle papeterie située dans le Beaujolais.
À cette époque, Claude Blanchet (1737-1800), un maître de forges de Rives dont les aciéries déclinaient, s’intéresse à la fabrication du papier et se lie d’amitié avec Maurice-Augustin Montgolfier. Claude Blanchet travaille d’abord dans la papeterie des Montgolfier, puis s’associe avec eux le 30 mai 1786. 
Finalement, le 15 juin 1787, Claude Blanchet rachète la papeterie des frères Montgolfier et les droits que possède Joseph Marchand sur le moulin.

## La papeterie Blanchet

### Claude Blanchet

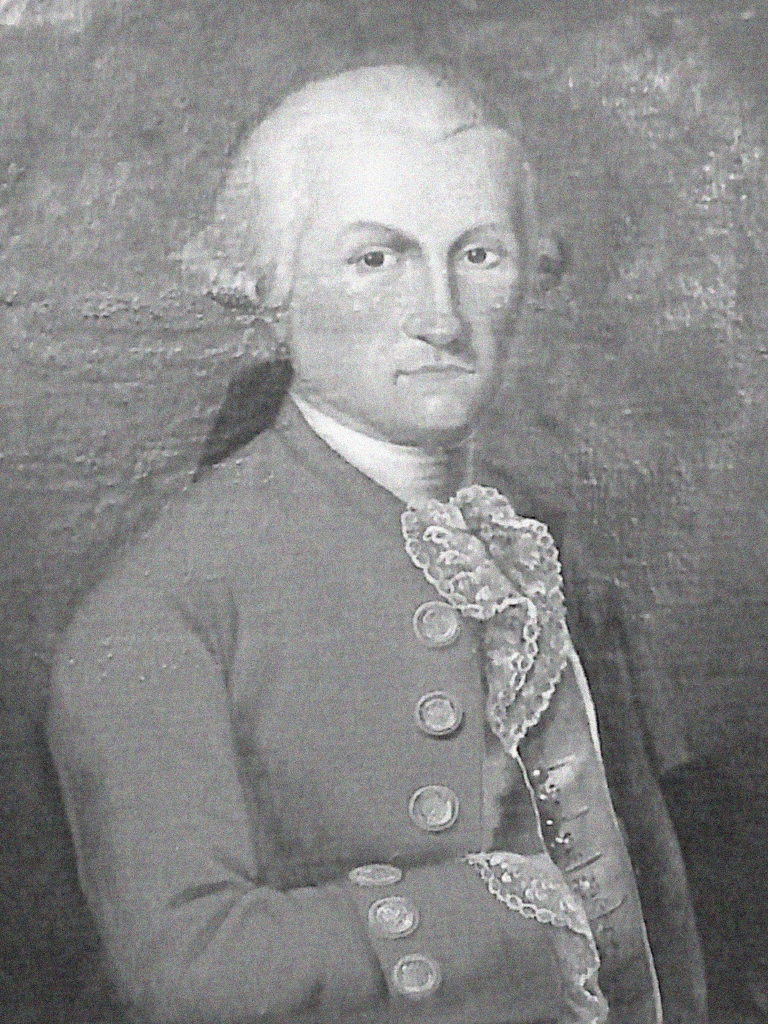
Claude Blanchet (1737-1800), fondateur de la papeterie Blanchet de Rives.

Claude Blanchet agrandit et modernise le moulin à papier. Il achète de nouveaux outils comme le cylindre hollandais (ou  pile hollandaise). Sa papeterie fabrique « du beau papier, fin et superfin et vélin », plus raffiné que le papier vergé,.
À la différence des autres papetiers de la région, qui exploitaient plusieurs papeteries dont ils n'étaient que locataires, Claude Blanchet n'en a qu'une mais et il en est le propriétaire ; ce qui lui permet de se consacrer entièrement à elle et d'y faire des améliorations par le biais d'investissements qui consolident son patrimoine familial.
| - Claude Blanchet (1737-1800) - Laurent Augustin Blanchet (1781-1843) - Léonce Jean Benjamin Blanchet (1808-1867) - Léoncie Augustine Juliette Blanchet (1841-1922) ép. Henry Baboin - Paul Blanchet (1844-1900) - Augustin Hector Blanchet (1851-1936) - Mathilde Blanchet (1876-1889) - Geneviève Blanchet (1878-1912) ép. Jean Langlois - Thérèse Blanchet (1880-1965) - Maurice Blanchet (1882-1905) - Marthe Blanchet (1884-1950) ép. Paul Jordan - Madeleine Blanchet (1886-1946) ép. René Delafon - Germaine Blanchet (1888-1976) ép. Louis Jordan - Victor Henri Blanchet (1862-1930) - Victor Joseph Blanchet (1782-1859) - Henri Blanchet (1786-1807) - César Blanchet (1789-1814) |
| En gras, les membres de la famille ayant travaillé dans la papeterie. |

Lors du rachat de la papeterie en 1787, celle-ci produisait 55 tonnes de papier par an et employait onze personnes. À la mort de Claude Blanchet, en 1800, la papeterie produit 90 tonnes de papier et emploient 50 ouvriers.
Claude Blanchet meurt le 31 janvier 1800. Sa veuve, Claudine Jouanin, gère d’abord seule la papeterie puis, à partir de 1804, avec ses enfants Augustin et Claude sous le nom Société Veuve Blanchet et fils. En 1808, Laurent Augustin Blanchet (1781-1843) et Victor Joseph Blanchet (1782-1859) reprennent la papeterie et fondent la Société Augustin et Victor Blanchet aînés frères,.

### Les frères Augustin et Victor, les fils de Claude Blanchet
Augustin et Victor Blanchet modernisent la papeterie familiale en achetant de nouveaux cylindres et de nouvelles presses à papier. Ils l'agrandissent aussi en y ajoutant des bâtiments et des logements pour les ouvriers. Après des périodes difficiles, dues aux guerres napoléoniennes et à des conflits avec les ouvriers, la production de papier ainsi que les bénéfices croissent à nouveau à partir de 1816. 
La qualité des papiers s'améliore aussi grâce à la technique du blanchiment de la pâte à papier au chlore, procédé dont ils sont les premiers utilisateurs en France en 1819 avec la papeterie Canson.
Les frères Blanchet ont des personnalités bien différentes. Augustin est attiré par la littérature alors que son frère Victor s'intéresse beaucoup plus à l'essor de la papeterie et s'affirme mieux dans le rôle de chef d'entreprise, mais tous deux œuvrent à l'évolution de leur papeterie,. 

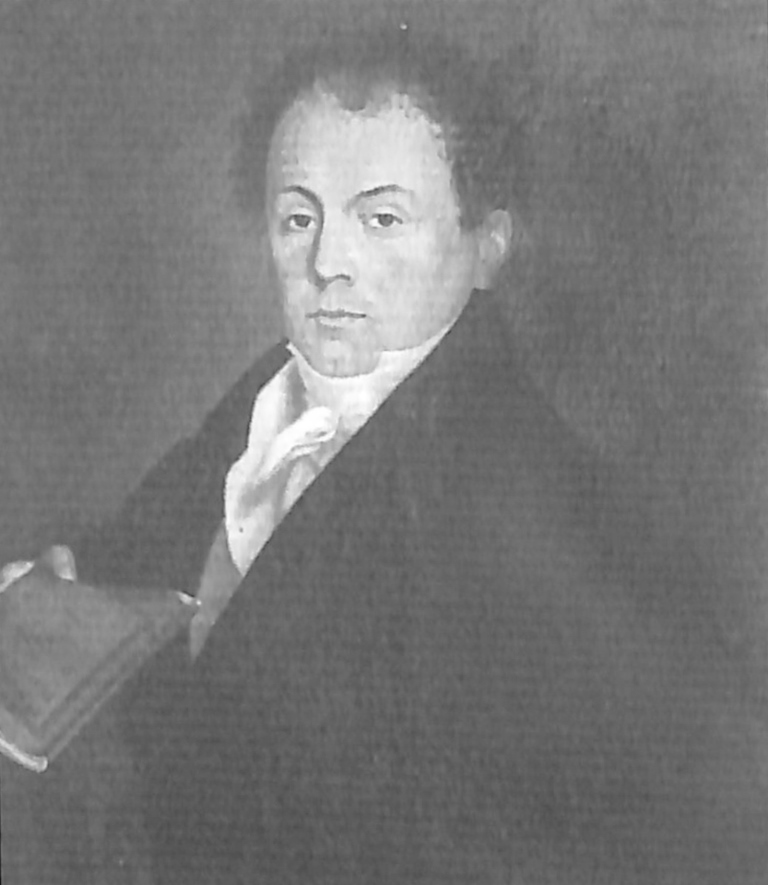
Augustin Laurent Blanchet (1781-1843).
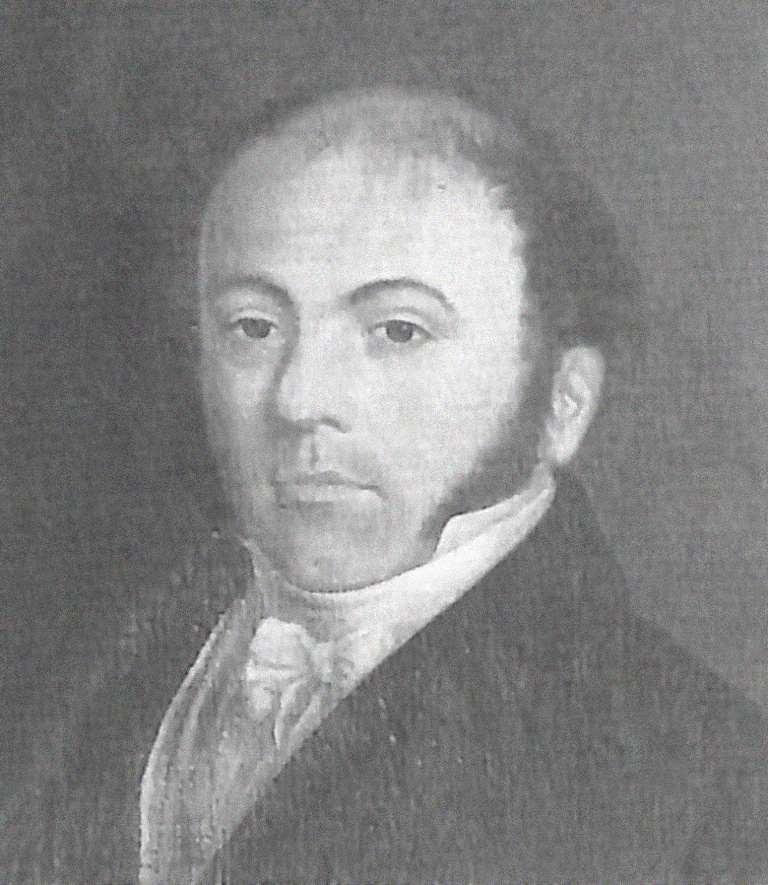
Victor Blanchet (1782-1859).

#### Augustin Laurent Blanchet
Augustin Laurent Blanchet, né à Rives le 28 mai 1781 et mort à Rives le 14 février 1843, est le cinquième enfant, et le deuxième fils, de Claude Blanchet.
Bonapartiste comme son frère Victor, Augustin Laurent Blanchet a une carrière militaire mais aussi littéraire. Il est d'abord est hussard dans l'Armée révolutionnaire française où il sert auprès du général Jean-Étienne Championnet en 1799. Il est ensuite aide de camp du général Théodore Chabert en 1814. Le 9 mars 1815, il fait partie de ceux qui reçoivent Napoléon à Rives lors de son retour de l'île d'Elbe. 
Augustin Blanchet est auteur de différents textes, poèmes et chants dont : Le chant des fédérés Dauphinois et Mon voyage en Parménie. 
Le 25 octobre 1838, Augustin Laurent Blanchet cofonde une société en commandite sous la raison sociale « société en commandite pour l'exploitation des œuvres de Victor Hugo, Duriez et Cie ». La société se compose de : Duriez (le gérant de la société), d'Augustin Laurent Blanchet , de l'éditeur Delloye, du négociant en papier Cornuau, de Didier Kléber et des banquiers Gaillard et Rampin. Contre la somme de 300 000 francs, Victor Hugo leur a cédé pour dix ans la propriété exclusive de son œuvre publiée jusqu'à cette date, soit vingt-deux volumes auxquels s'ajoutent deux ouvrages inédits, dont Ruy Blas.
Il est nommé chevalier de la Légion d'honneur le 17 juillet 1832.

#### Victor Joseph Blanchet
Victor Joseph Daniel Blanchet, né à Rives le 24 juillet 1782 et mort à Rives le 17 octobre 1859, est le sixième enfant, et le troisième fils, de Claude Blanchet.
Victor se consacre entièrement à son métier de papetier. C'est lui qui permet à la papeterie Blanchet Frères et Kléber d'obtenir des médailles lors de diverses expositions des produits de l'industrie française en 1823, 1834 et 1839. Cependant, il s'engage aussi dans la politique locale : il est maire de la commune de Rives de 1831 à 1848 et conseiller général du canton de Rives de 1838 à 1854.
Il est nommé chevalier de la Légion d'honneur le 13 avril 1842.

## La papeterie Blanchet Frères et Kléber
La papeterie des frères Blanchet s’agrandit, elle nécessite plus de compétences pour diriger la fabrication. Aussi, les deux frères Blanchet décident en 1820 de prendre un associé pour les aider : Jean Antoine Didier Kléber, lui-même papetier à Voiron, non loin de Rives, avec lequel ils fondent la Société Blanchet Frères et Kléber (BFK),.

### Jean-Antoine Didier Kléber

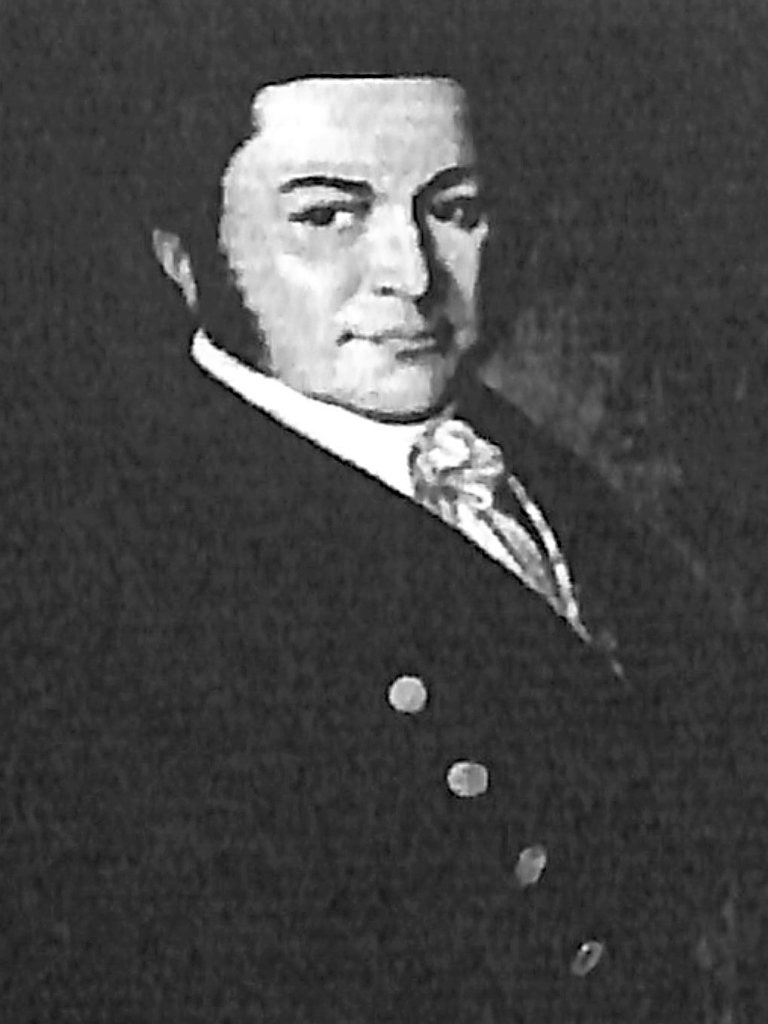
Jean-Antoine Didier Kléber (1788-1863), cofondateur de la papeterie Blanchet Frères et Kléber.

Jean-Antoine Didier Kléber, né à Grenoble le 27 février 1788 et mort à Rives le 15 novembre 1863, est le fils de Jacques Didier Kléber (1761-1830), un marchand de papier de Grenoble ; cousin du général Jean-Baptiste Kléber, mort lors de la campagne d'Égypte de Bonaparte.
En 1812, Jean-Antoine Didier Kléber loue à Claude Roux sa papeterie située à Paviot, un lieu-dit de la commune de Voiron, au bord de la rivière la Morge. Le père de Jean-Antoine distribue les papiers de nombreuses papeteries de la région grenobloise dont celle de son fils à Paviot mais aussi celle des frères Blanchet à Rives. Jean-Antoine n'est que locataire de la papeterie de Paviot, peu entretenue par sa propriétaire la veuve de Claude Roux. Projetant d'en acquérir une autre en son nom propre, il entre en contact avec les frères Blanchet en 1819. Finalement, c'est en tant qu'associé qu'il entre dans la société Blanchet Frères pour former la société Blanchet Frères et Kléber le 4 octobre 1820.
| - Jean Bartholomé Kléber - Nicolas Kléber - Jean-Nicolas Kléber - Jean-Baptiste Kléber (1753-1800) - Henri Kléber (1677-1737) - Joseph Kléber (1722-1762) - Jacques Didier Kléber (1761-1830) - Jean-Antoine Didier Kléber (1788-1863) - Alphonse Louis Kléber (1815-1900) - Gaston Kléber (1846-1925) ép. Marthe Poupart de Neuflize - Maurice Kléber (1880-1962) - Didier Kléber (1926-1944) - Alexandre Kléber (1817-1892) - Émile Kléber (1845-1907) - Marguerite Kléber ép. Maurice Verdet - Robert Verdet-Kléber (1892-1970) - André Verdet-Kléber - Louise Kléber (1821-1887) ép. Édouard Duseigneur (1814-1874), frère du photographe Paul Duseigneur - Georges Duseigneur (1841-1906) - Raoul Duseigneur (1846-1916), compagnon de la marquise Marie-Louise Arconati-Visconti |
| En gras, les membres de la famille ayant travaillé dans la papeterie. |

### Léonce Blanchet et les fils de Jean-Antoine Didier Kléber
En 1849, les bénéfices de la société sont répartis ainsi : un tiers pour Victor Joseph Blanchet, un tiers pour Léonce Blanchet, le fils d'Augustin Laurent Blanchet, et un tiers pour les deux fils de Jean-Antoine Didier Kléber : Alphonse et Alexandre (soit un sixième pour chacun). Après la mort de Victor Joseph Blanchet, en 1859, les trois associés restants : Léonce Blanchet, Alphonse Kléber et Alexandre Kléber, se partagent les bénéfices à parts égales.

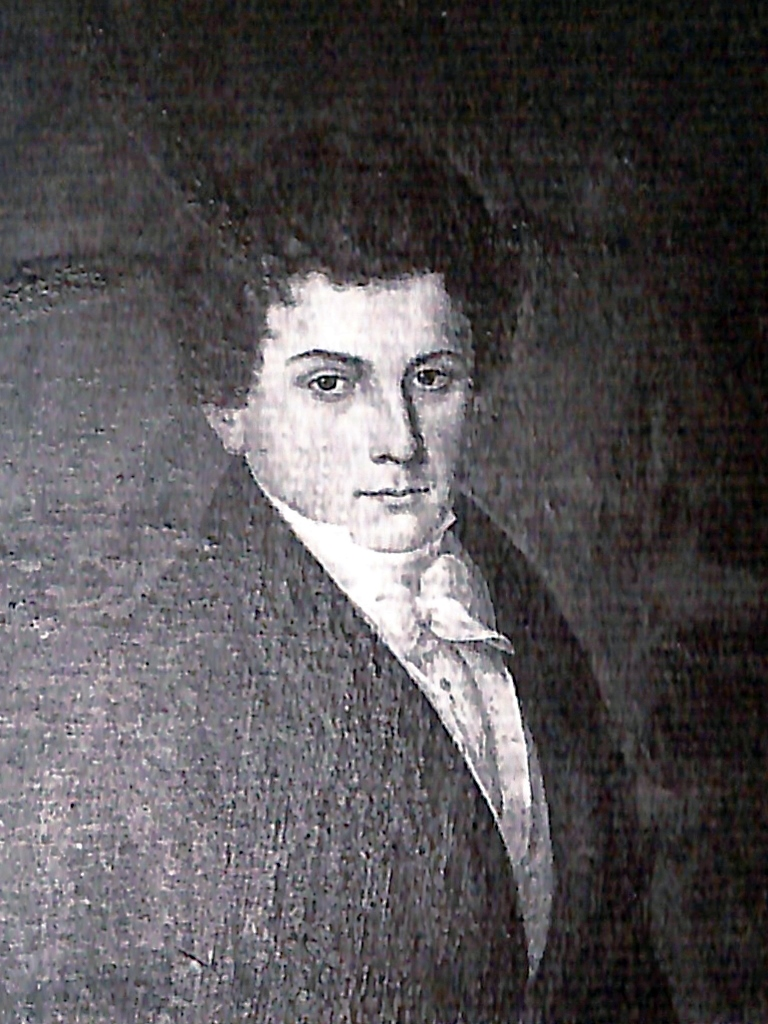
Léonce Blanchet (1808-1867).
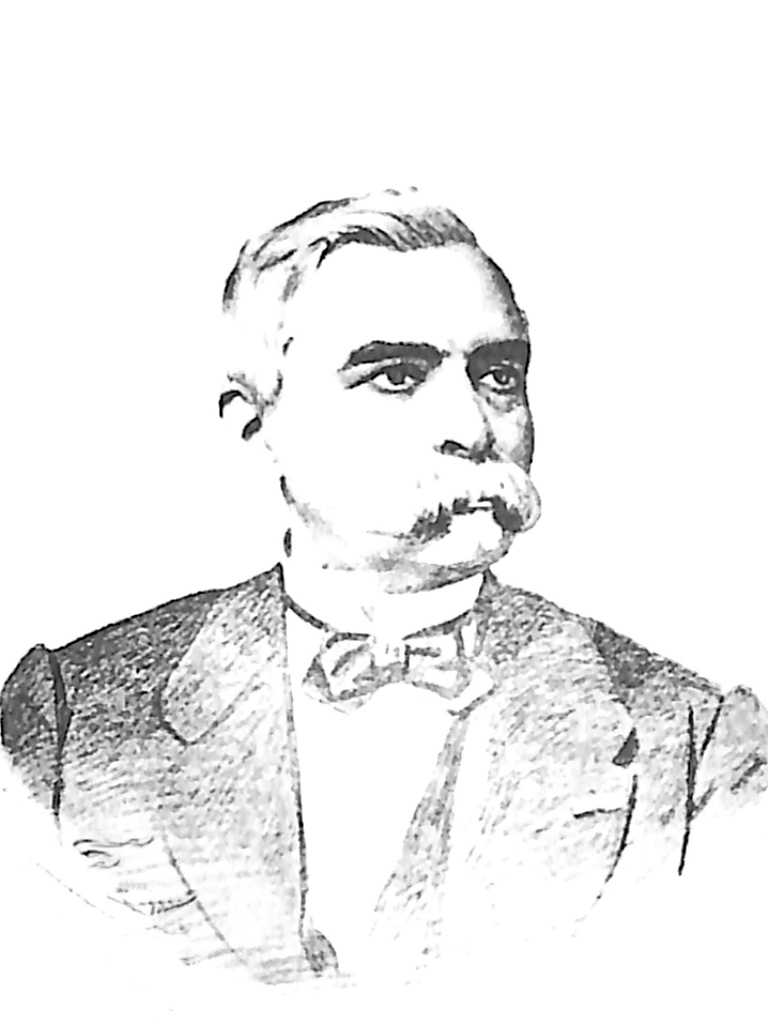
Alexandre Kléber (1817-1892).

#### Léonce Blanchet
Léonce Jean Benjamin Blanchet, né à Rives le 24 juin 1808 et mort à Rives le 8 septembre 1867, est le fils unique d'Augustin Laurent Blanchet, le cofondateur de la papeterie Blanchet Frères et Kléber. Son père lui transmet le 1er juillet 1840 sa part dans la société.
Tout comme ses parents, Léonce Blanchet s'investit dans la papeterie mais aussi dans la vie sociale et politique de la commune. Conseiller général du canton entre 1854 et 1868, il appartient aux milieux d’affaires catholiques. Sa fille, Léoncie Blanchet (1841-1922) épouse le député monarchiste Henry Baboin, un industriel de tulles de soie à Lyon.
Léonce Blanchet est un patron paternaliste qui s'intéresse à la vie de ses ouvriers. Ainsi, il met en place sans son entreprise une assurance vie et sensibilise les patrons, l'État et ses propres ouvriers à la prévention des accidents du travail et la prise en compte de leurs conséquences.

#### Alphonse et Alexandre Kléber
Les deux fils de Jean-Antoine Didier Kléber, Alphonse Louis Kléber (1815-1900) et Alexandre Kléber (1817-1892), prennent la suite de leur père dans l'association Blanchet Frères et Kléber. 
Les Kléber, à contrario des Blanchet, ne font pas état de leur religion – ils sont protestants – dans leur gestion de l'entreprise ou dans leur mandats politiques locaux. Mais, comme les Blanchet, les Kléber sont particulièrement impliqués dans la vie de la commune : Jean-Antoine Didier Kléber est maire de Rives 1850 à 1864 et son fils Alphonse Kléber l'est de 1864 à 1879 et de 1882 à 1892 mais aussi conseiller général du canton de 1868 à 1871. Alexandre Kléber est capitaine de la garde nationale de Rives et chef de la compagnie des sapeurs-pompiers de la ville et cela pendant 37 ans. Son fils Émile lui succédera à ce poste.

### Émile Kléber et les fils de Léonce Blanchet

#### Émile Kléber
Émile Kléber, né le 26 mai 1846 à Rives et mort le 23 mars 1907 à Paris, est le fils d'Alexandre Kléber et le petit fils de Jean-Antoine Didier Kléber.
Diplômé de l'École centrale de Lyon, il est codirigeant de la société BFK. Il est aussi administrateur de la Compagnie des chemins de fer de Paris à Lyon et à la Méditerranée (PLM) et membre de la chambre de commerce de Grenoble. Membre du jury de l'Exposition universelle de Paris de 1889, il reçoit à cette occasion la Croix de chevalier de la Légion d'honneur.

#### Paul Blanchet
Paul Blanchet est le fils aîné fils de Léonce Blanchet. Né à Rives en 1814, il meurt en 1900. 
Paul est chimiste, et, en tant que papetier, il est spécialisé dans la fabrication des billets de banque. À la différence de ses deux frères, Agustin et Victor, Paul n'est pas dirigeant de la papeterie mais il y travaille et apporte toutes ses connaissances pour l'amélioration de production des papiers,.
Paul Blanchet est membre de l'Académie des sciences, arts et Belles Lettres de Mâcon, de la Société d'archéologie, d'histoire et de géographie de la Drôme et de la Société d'archéologie.

#### Augustin Hector Blanchet
Augustin Hector Blanchet est le deuxième fils de Léonce Blanchet. Il est né à Rives le 5 mai 1851 et y meurt le 19 septembre 1936. Avec son frère Victor, il prend la succession de son père dans la société Blanchet Frères et Kléber. Il est aussi administrateur honoraire de la Compagnie des chemins de fer de Paris à Lyon et à la Méditerranée (PLM), comme son associé Émile Kléber.
C'est est un industriel dauphinois qui marque son époque : il est parmi les premiers promoteurs des cours du soir d’électricité industrielle donnés par Paul Janet en 1892 ; à l’origine de l’Institut d’électrotechnique ; cocréateur avec Louis Barbillion de l'École de papeterie ; et vice-président de la Société pour le développement de l’enseignement technique auprès de l’université de Grenoble créée en 1900. 
Augustin Hector Blanchet est membre de plusieurs académies et sociétés savantes : l'Académie des sciences, belles-lettres et arts de Savoie ; la Société d'archéologie, d'histoire et de géographie de la Drôme ; la société de géographie de Lyon ; et la Société française d'archéologie,. 
Il est aussi écrivain. Il a écrit plusieurs ouvrages traitant de l'histoire du papier, dont Le Papier ou l'Art de fabriquer le papier ' (1899), sur les accidents du travail, sur l'exposition universelle de 1900, ainsi qu'un ouvrage sur sa famille : Les Blanchet de Rives (1920), .

#### Victor Blanchet
Victor Blanchet est le troisième fils Léonce Blanchet. Né à Rives le 25 avril 1862, il meurt à Paris le 4 décembre 1930.
Comme son frère Augustin Laurent, Victor codirige la société Blanchet Frères et Kléber. Il est membre aussi de diverses associations, conseils d’administration ou syndicats : membre du Comité des travaux historiques et scientifiques (CTHS) ; président du Comité de perfectionnement de l'École française de papeterie (EFP) de 1919 à 1928 ; président du Syndicat général des papiers et cartons de 1919 à 1924.
Attiré par la politique, il est conseiller municipal de Rives en 1892, puis il est élu maire de la commune 1897 à 1919, et député de l’Isère de 1919 à 1924,. 
Après la transformation de la papeterie BFK en société anonyme en 1910, Victor Blanchet reste administrateur-délégué des papeteries de Rives jusqu'en 1927.

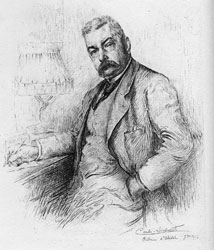
Augustin Hector Blanchet (1851-1936).
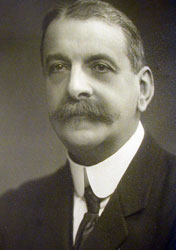
Victor Blanchet (1862-1930).

## Essor de la papeterie Blanchet Frères et Kléber

### La renommée de la papeterie BFK

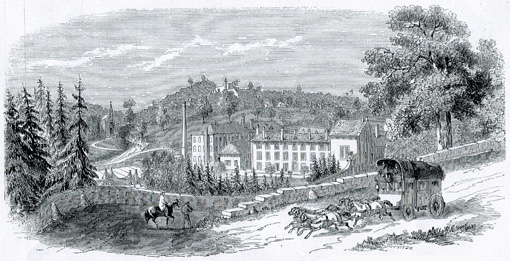
Un dessin datant du XIXe siècle montrant la papeterie Blanchet de Rives.

De modeste moulin à papier, lors de sa reprise par Claude Blanchet en 1787, la papeterie Blanchet de Rives s'agrandit et améliore ses produits. Elle s’oriente vers la production de papiers de grande qualité et diversifie leur variété. Au début du XIXe siècle, elle a de nombreux clients dans l'Est et le Sud-Est de la France. Après l'association avec Jean-Antoine Didier Kléber en 1820, la papeterie Blanchet Frères et Kléber acquiert une grande renommée en France et en Europe dans les années suivantes. Plusieurs médailles lui sont attribuées lors de diverses expositions des produits de l'industrie française : médaille de bronze en 1823, médaille d'argent en 1834 et médaille d'or en 1839. Le jury de l'exposition de 1839 considère que : 
« 
MM. Blanchet se placent au premier rang dans leur spécialité ; cette spécialité est importante, car il s'agit ici de papiers solides, durables, d'une nécessité absolue pour la conservation des transactions commerciales, et dont une expérience universelle et de chaque jour contrôle et vérifie les qualités... Ils sont demeurés en possession [sic] de fabriquer un papier digne d'être présenté comme le type du papier solide et durable.
 »
En 1829, la papeterie est décrite  comme étant « la plus considérable de France » lorsque La Fayette est reçu à Rives par les frères Blanchet quand il se rend à Vizille où est née son arrière-petite-fille en 1828. 
En 1837, Stendhal écrit dans son livre Mémoires d'un touriste : 
« 
Je vois la superbe papeterie de MM. Blanchet. Ces messieurs m’offrent l’hospitalité, dans leur beau parc, avec une bienveillance naturelle et simple : j’accepte sur le champ. Au lieu du séjour dans une auberge sale, j’ai passé toute la chaleur du jour, qui était accablante, dans un site délicieux.
 »

### La production
En 1839, l'entreprise emploie 300 ouvriers, consomme 500 tonnes de chiffons et produit environ pour 800 000 francs de papier.
En 1845, la société BFK produit 400 tonnes de papier et emploie 290 ouvriers. Le papier écriture fait la renommée de la société BFK ; elle en produit de toutes nuances et de toutes dimensions. La société d'Adolphe Goupil, à laquelle est associé le peintre Vincent van Gogh, est cliente de BFK ; elle achète du papier écriture pour la reproduction d'oeuvre d'art. 
En 1851, la société fabrique son premier papier photographique, en quantité limitée au début mais la production augmente progressivement pour atteindre la moitié de la production totale du papier en 1868.

### Les usines BFK à Rives
La papeterie s'agrandit ; outre le site historique situé au Bas-Rives appelé la Grande Fabrique, sans cesse étendue, les papetiers BFK acquièrent ou font construire trois usines à Rives :
- en 1847, ils achètent une ancienne usine métallurgique située plus en aval de la Fure, au lieu-dit La Liampre et la transforment en papeterie ;
- en 1878, c'est l'achat de la forge du Guâ, le long de la Fure, plus en aval de l'usine de la Liampre ;
- en 1889, a lieu la création du site de la Poype, en amont de la Grande Fabrique, sur la Fure, usine spécialisée dans la fabrication du papier monnaie.

Vues des usines BFK à Rives, à la fin du XIXe et au début du XXe siècle.
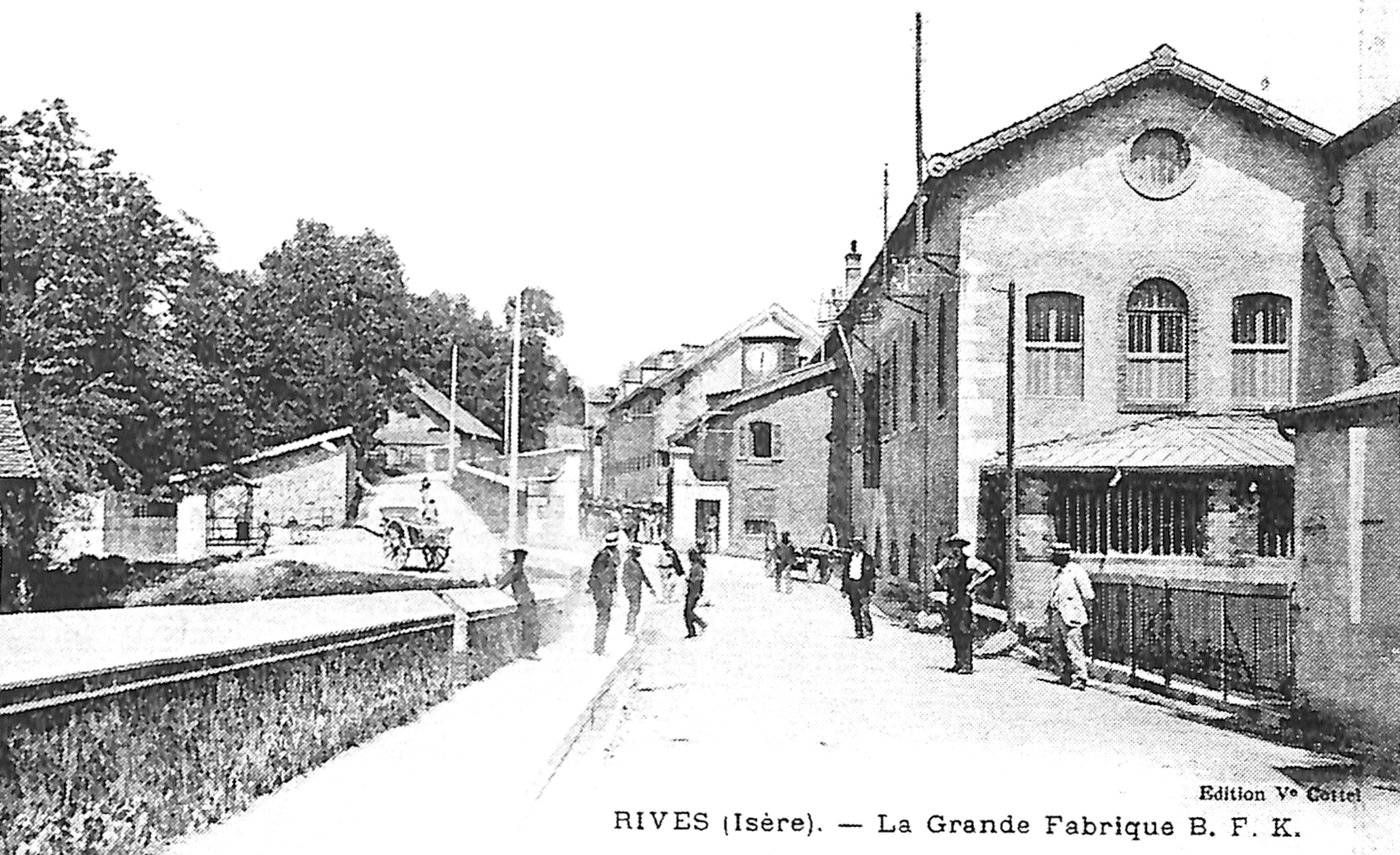
La grande Fabrique
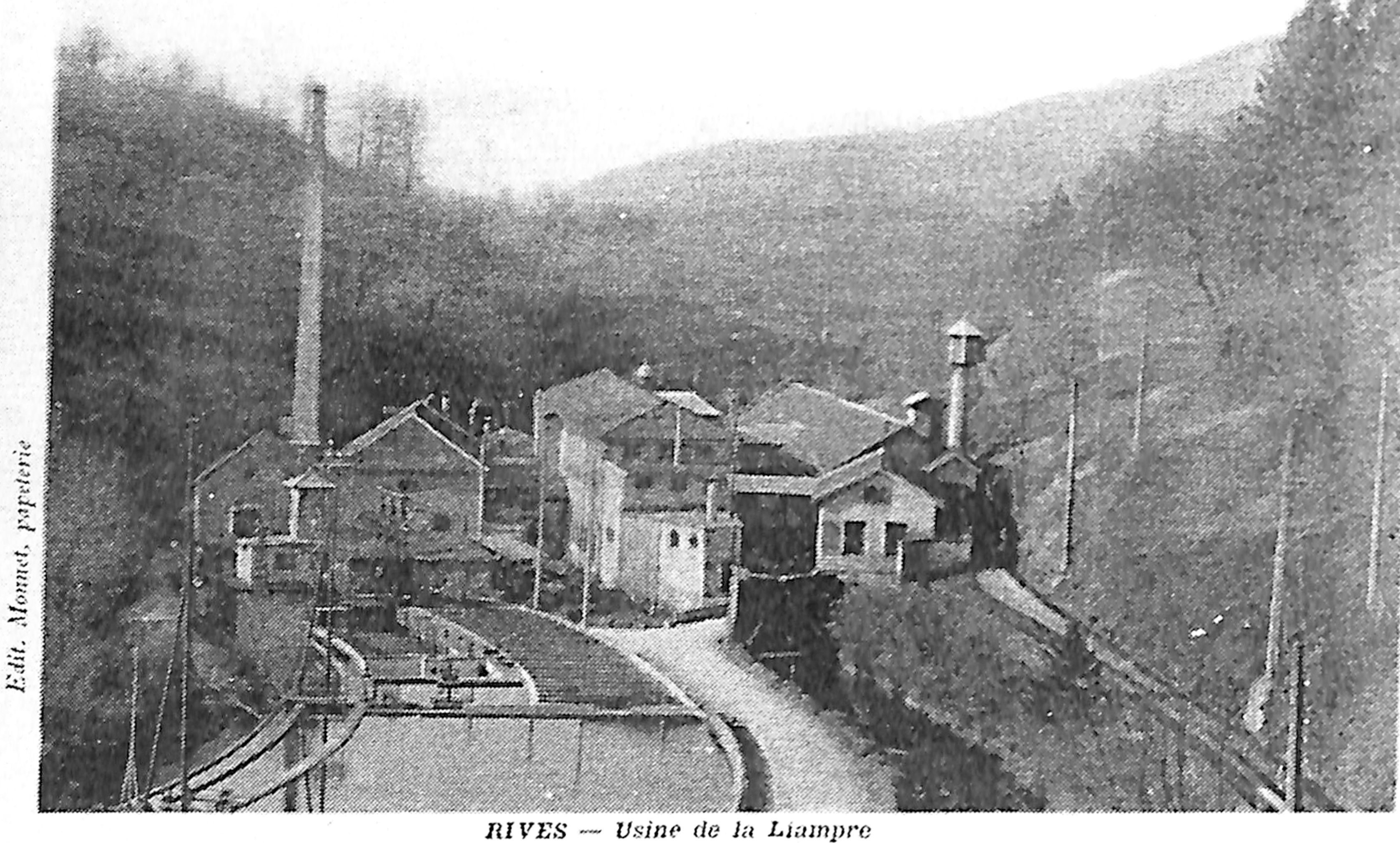
L'usine de la Liampre.
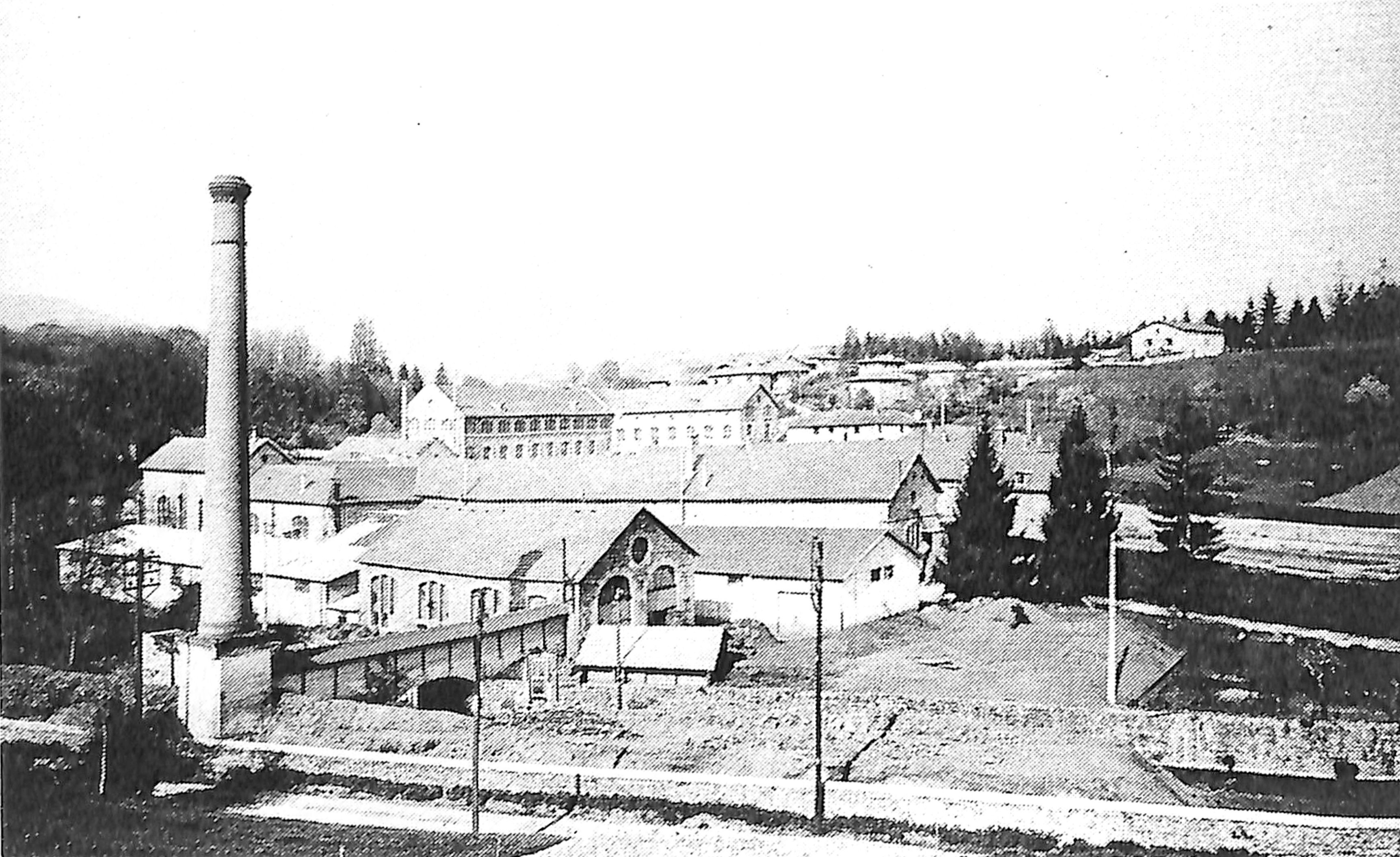
L'usine du Guâ.
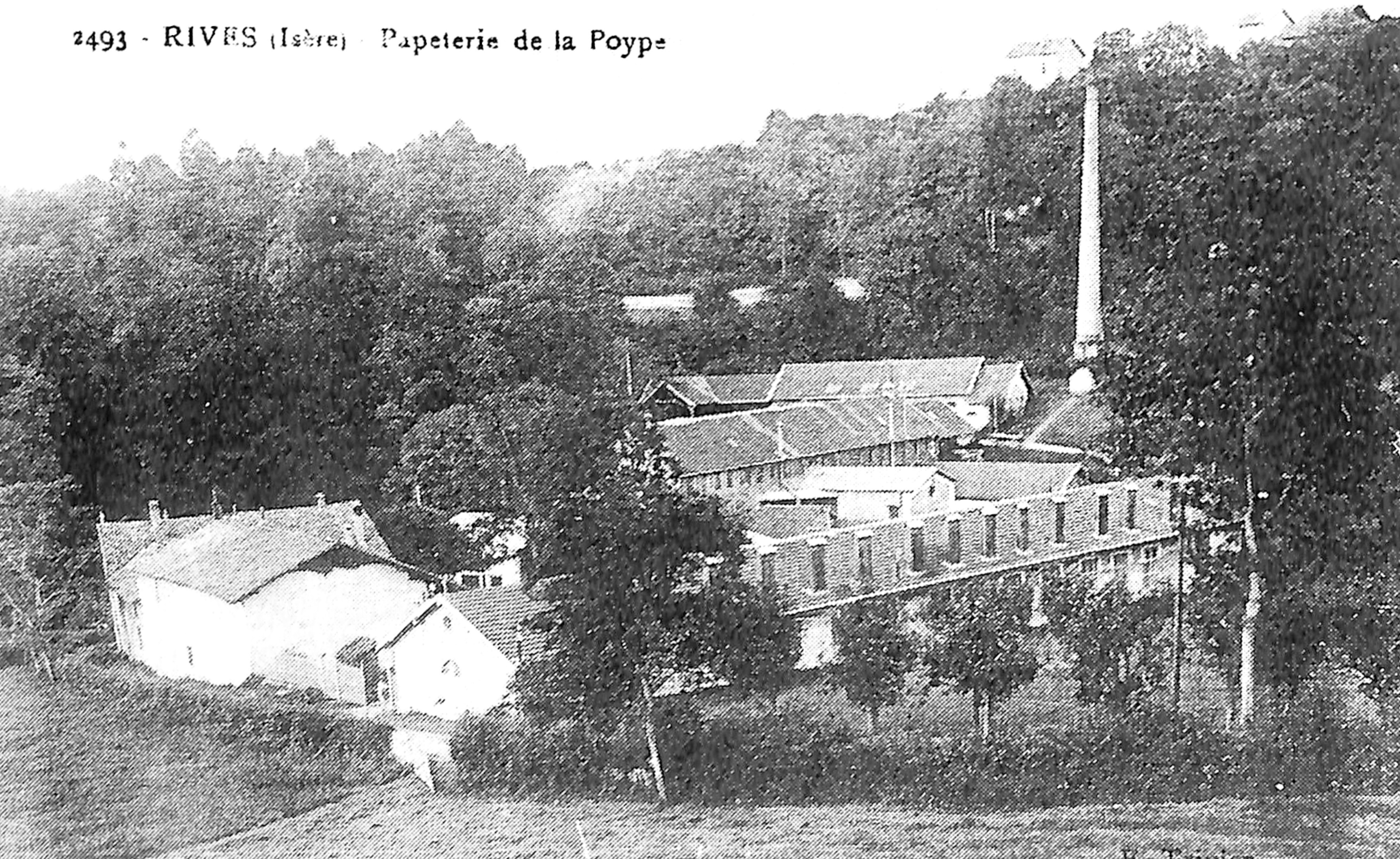
L'usine de la Poype.

### Les machines à papier
L'usine du Bas-Rives est équipée en 1829 de sa première machine à fabriquer le papier en continu, dérivée de la « machine Robert », inventée en 1798 par Louis Nicolas Robert. Puis d'une deuxième en 1834. Une troisième machine est installée dans l'usine de la Liampre en 1848. Une quatrième dans l'usine du Guâ en 1878, et une autre en 1889 à l'usine de la Poype.

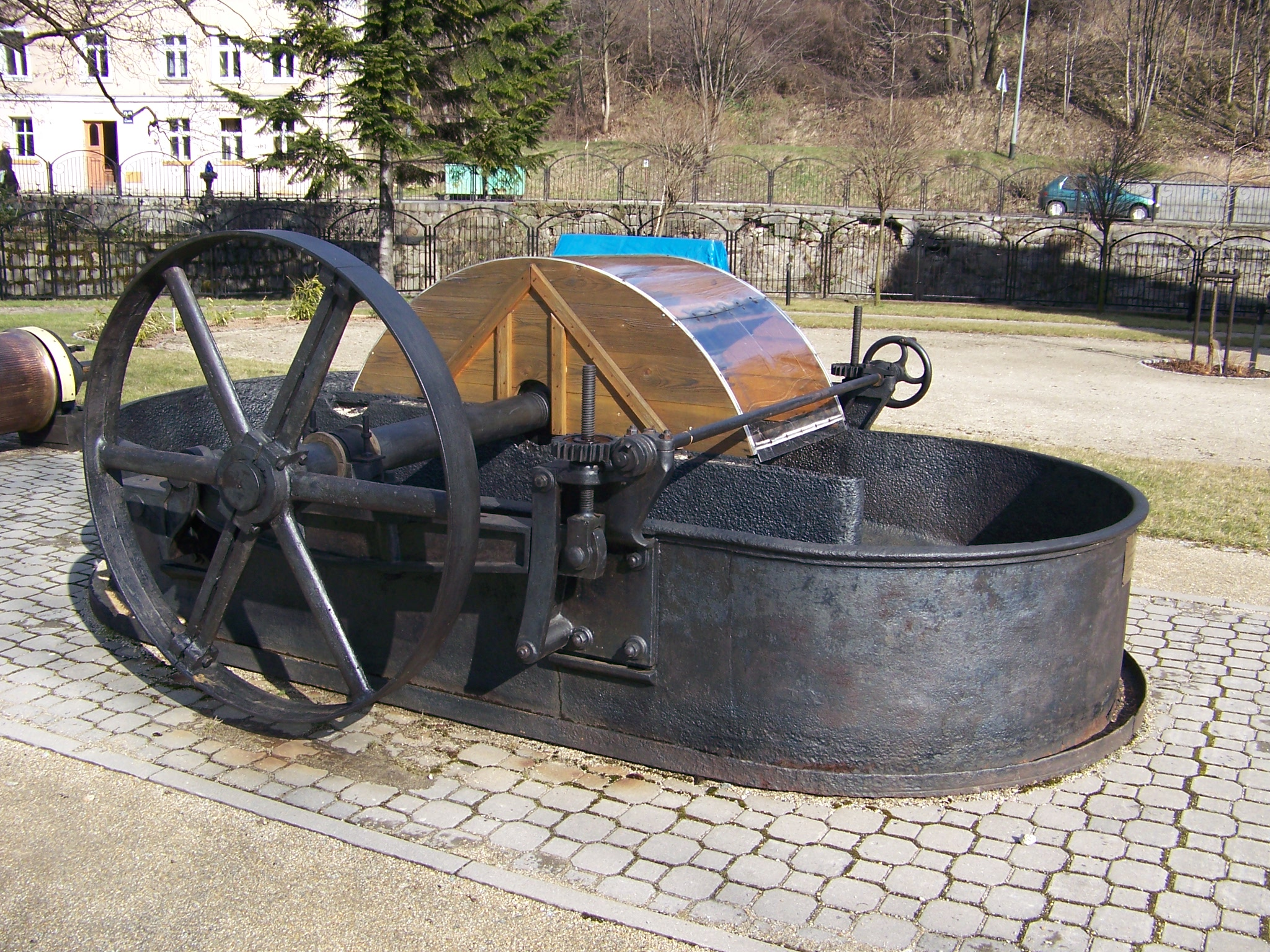
Un cylindre hollandais.
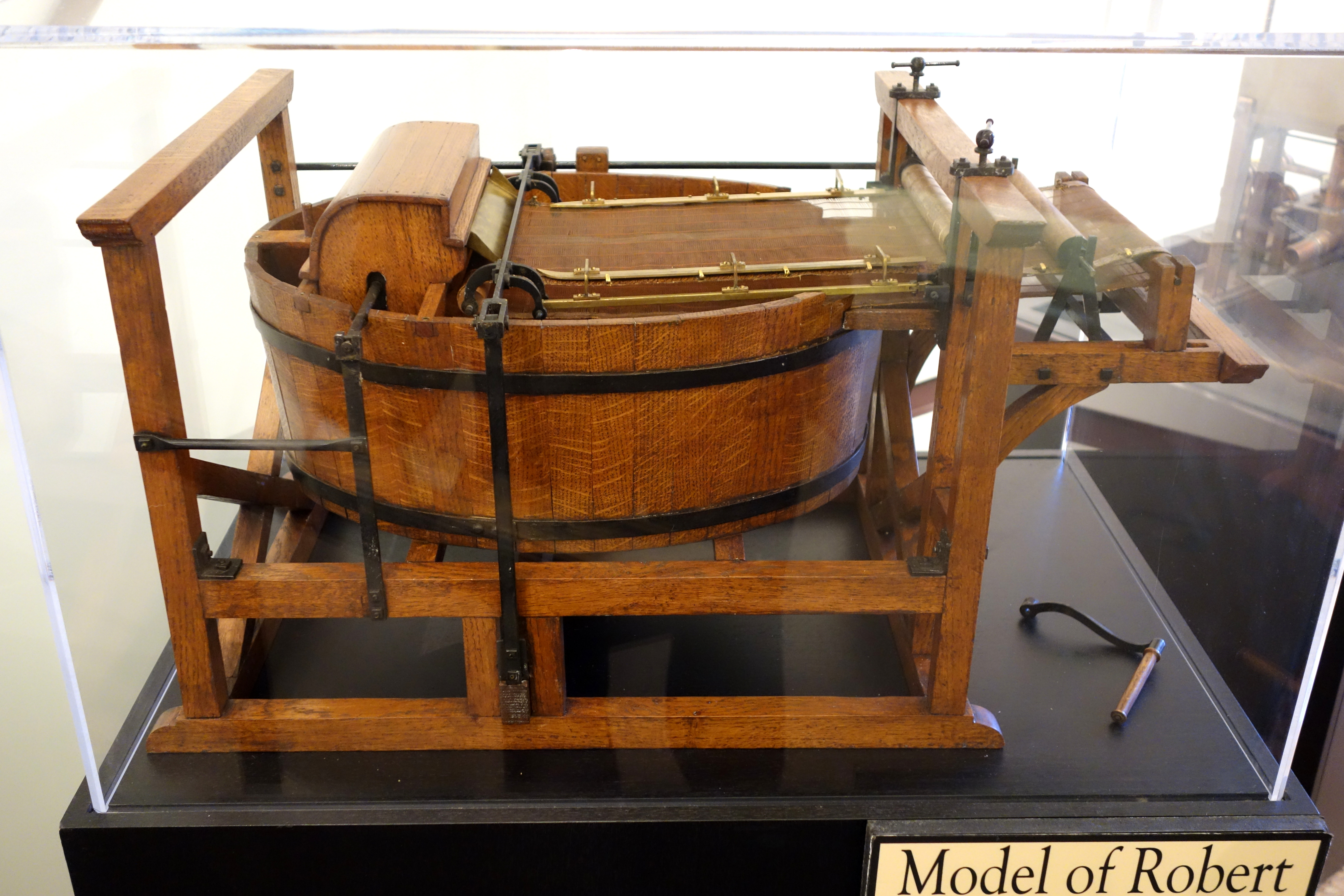
Le premier modèle de la machine en continu Robert.
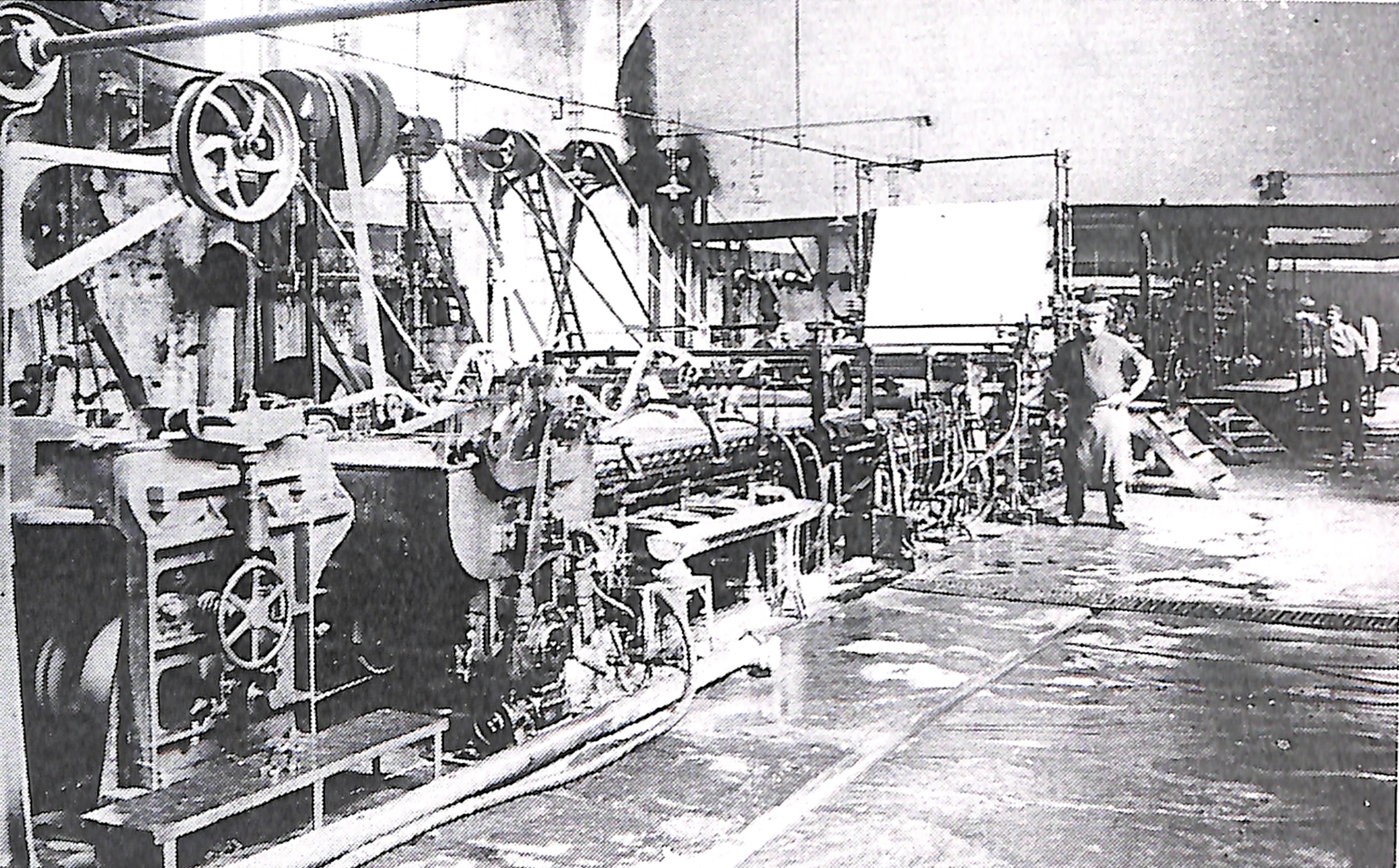
La machine en continu de l'usine du Guâ.

### L'énergie des papeteries
Pour obtenir l'énergie nécessaire au fonctionnement de l'usine de la Liampre, les papetiers installent un barrage sur la rivière, en amont de la nouvelle papeterie.
Les usines sont modernisées par l'ajout de turbines hydrauliques et des machines à vapeur. Ces machines servent à la production de l'énergie nécessaire au fonctionnement des papeteries et à la production de chaleur pour la fabrication du papier. 
La construction de la ligne ferroviaire de Saint-Rambert-d'Albon à Rives, dans les années 1850, permet un approvisionnement régulier et rapide de houille et de matériel, mais aussi l'expédition des papiers vers Paris et toute la France depuis de la gare de Rives.
Vers 1890, les moteurs de la papeterie du Bas-Rives sont alimentés en électricité provenant de deux centrales hydroélectriques installées sur deux chutes de la Fure situées un kilomètre en amont près de l'usine de la Poype. Les deux centrales électriques, nommées « Petite Poype » et « Grande Poype » sont alimentées par des turbines d'une puissance de 78 chevaux et de 141 chevaux.

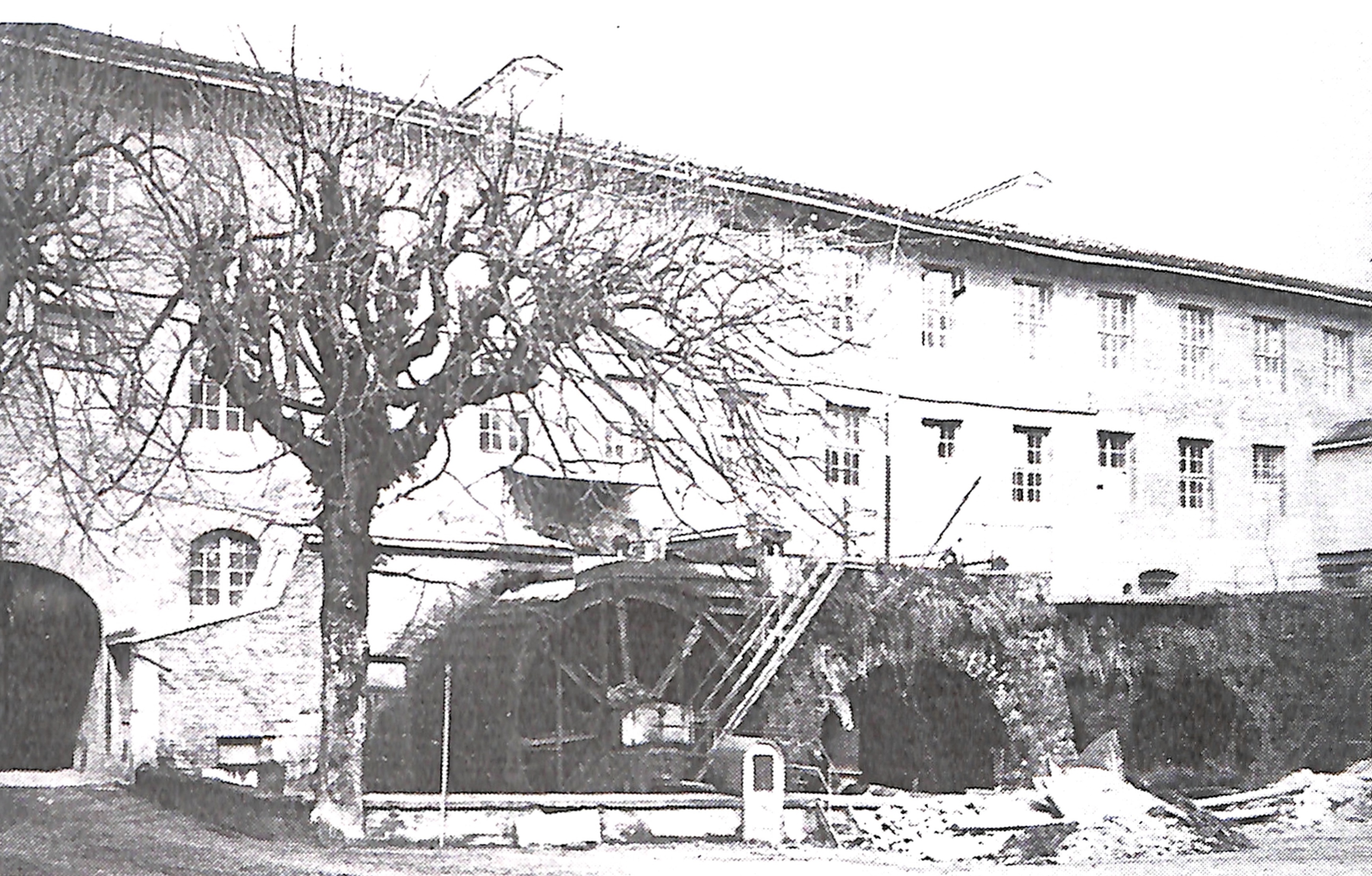
La roue à eau de l'usine du Bas-Rives.
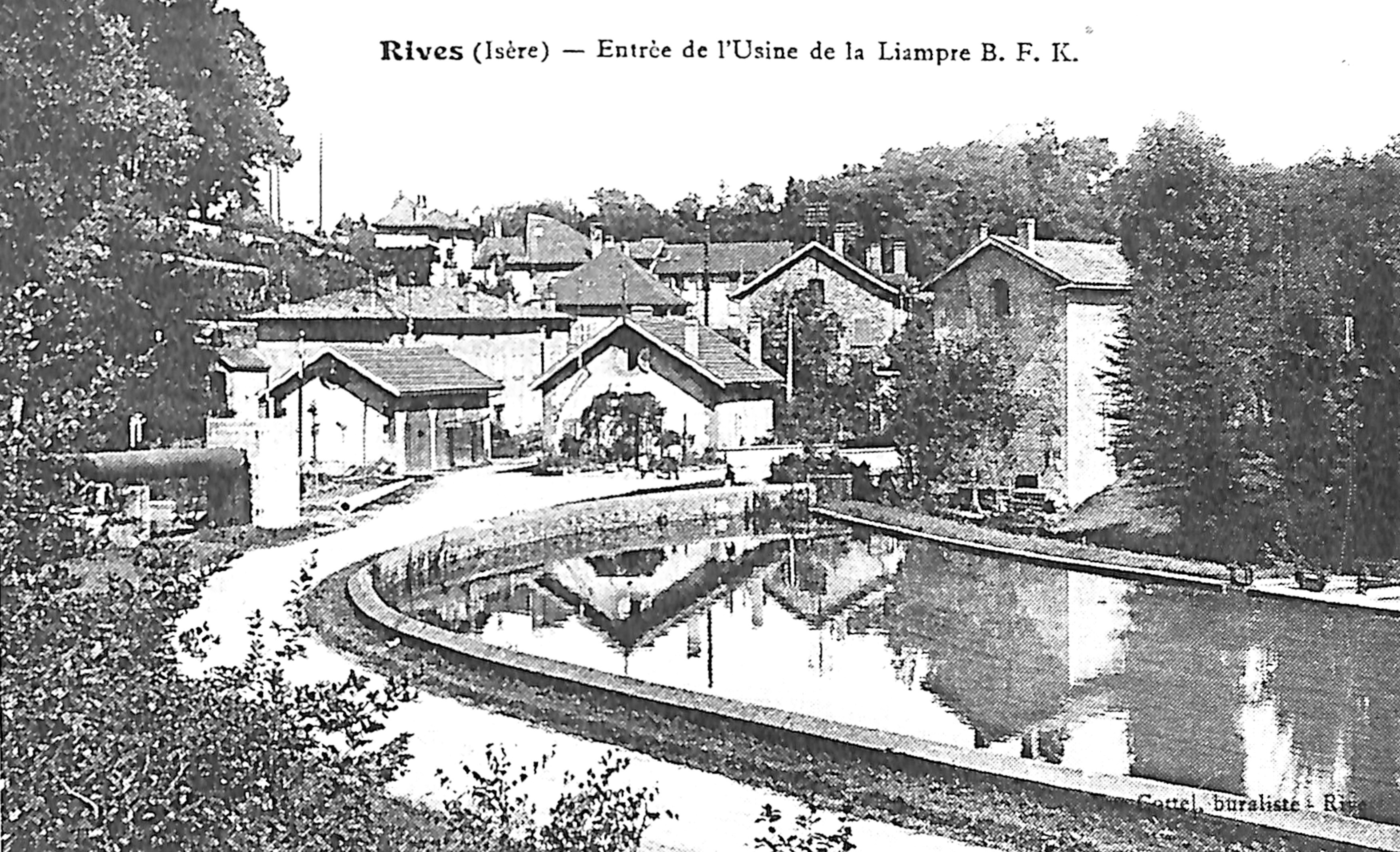
Le barrage devant l'usine de la Liampre.
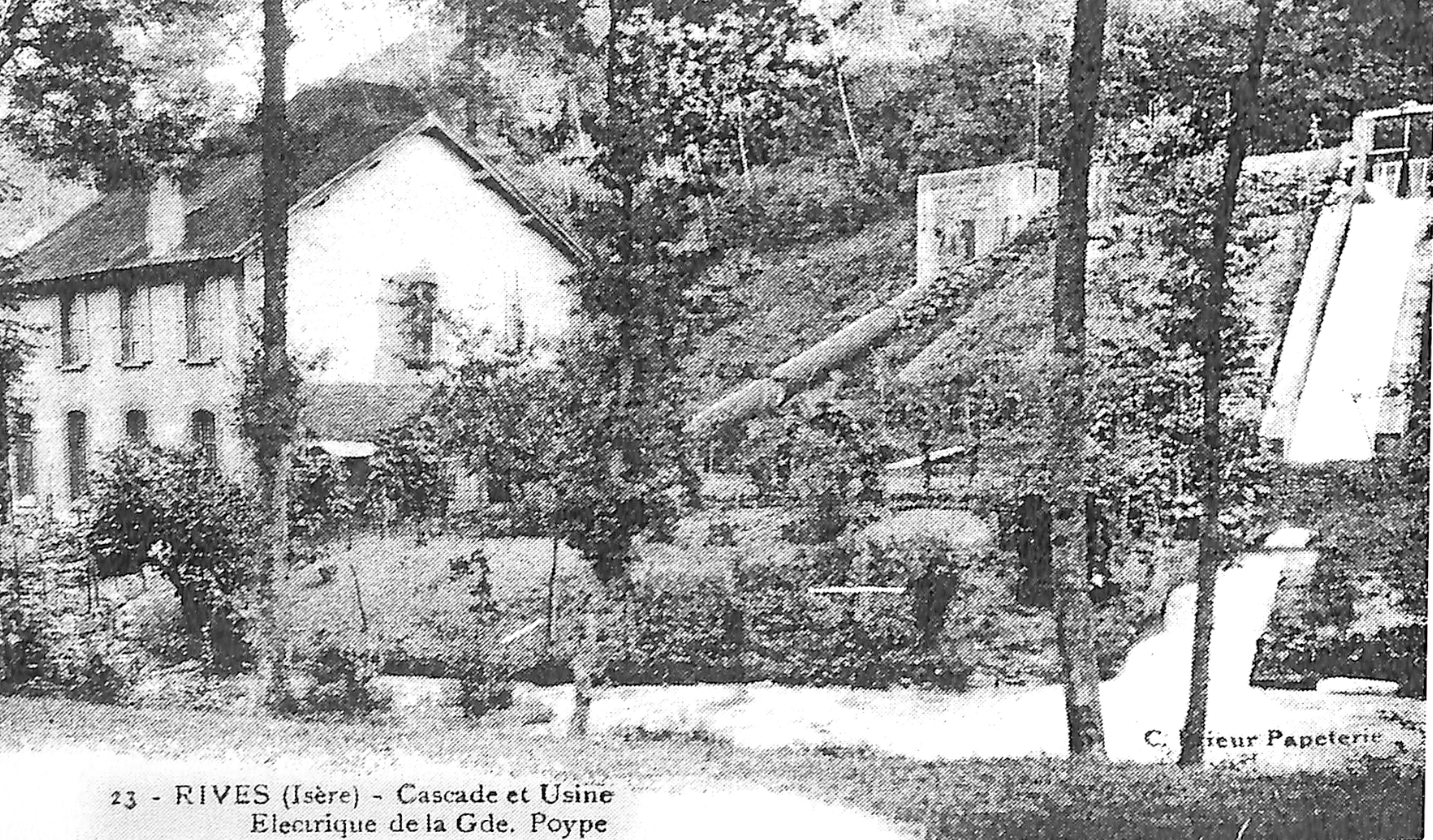
L'usine électrique de la Grande Poype.

## Les Blanchet et les Kléber dans la vie de Rives
Les familles Blanchet et Kléber sont très présents dans Rives. Outre les quatre papeteries situées le long de la Fure et du Réaumont, ils possèdent de nombreuses propriétés foncières et construisent ou achètent de belles demeures (appelées localement « châteaux ») : 
- le château de la Papeterie (constrruit en 1816), jouxtant la Grande Fabrique, pour la famille Blanchet ;
- le château de la Chana (acquit en 1841), pour Jean-Antoine Didier Kléber et son fils Alphonse ;
- le château de la Glacière (construit en 1865), pour Alexandre Kléber ;
- le château de Valfrey  (construit en 1875 et détruit en 1978), pour Émile Kléber ;
- le château des Murailles  (construit en 1875), pour Gaston Kléber.

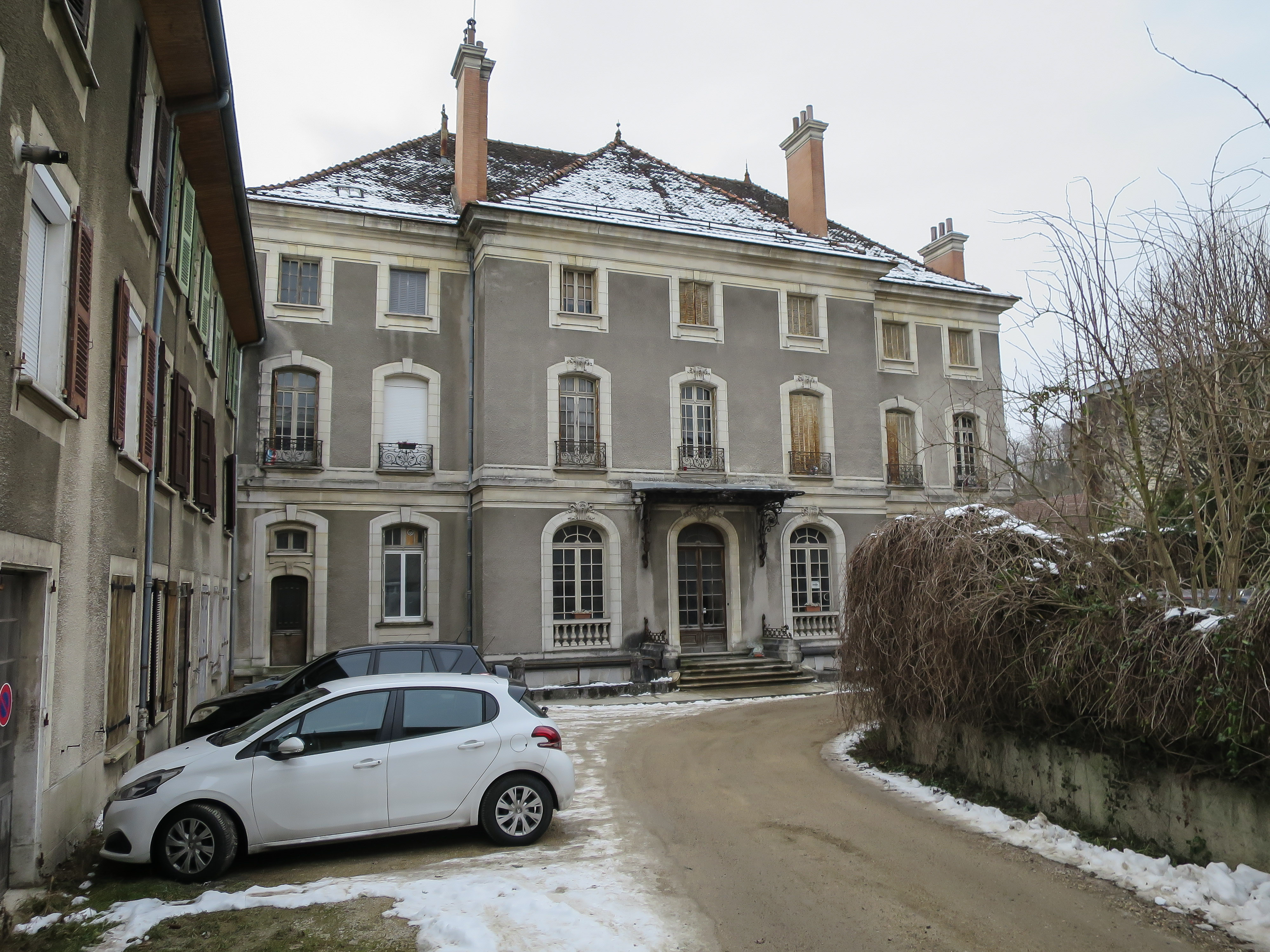
Le château de la papeterie.
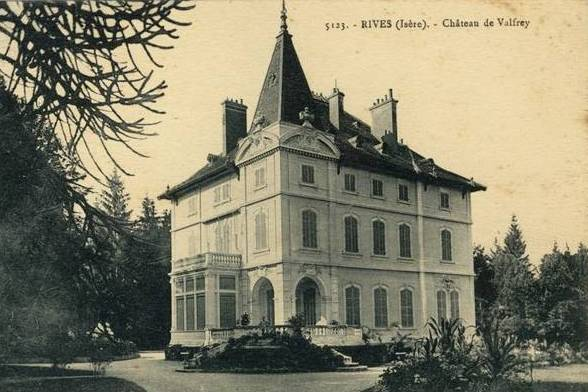
Le château de Valfrey.
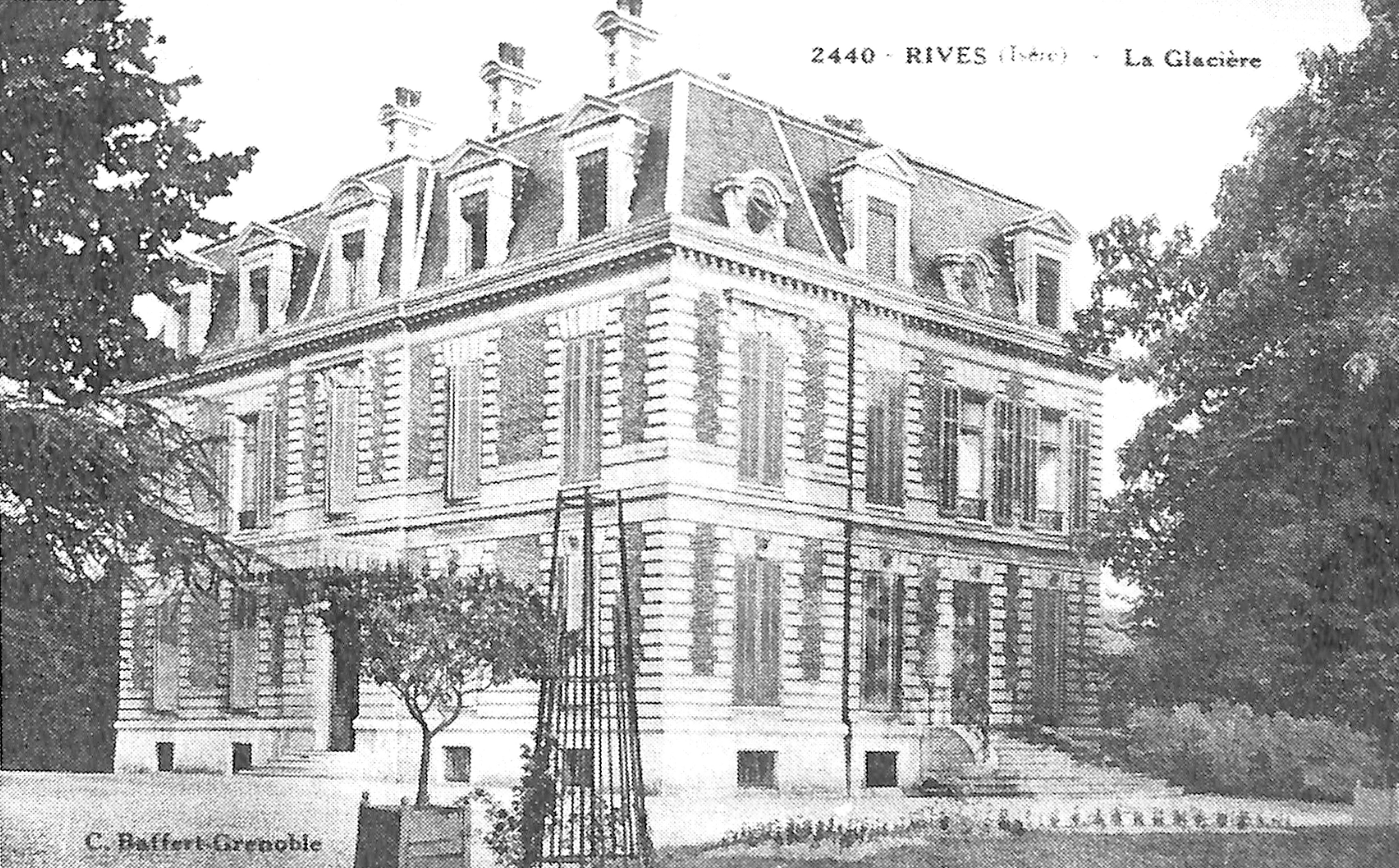
Château de la Glacière.
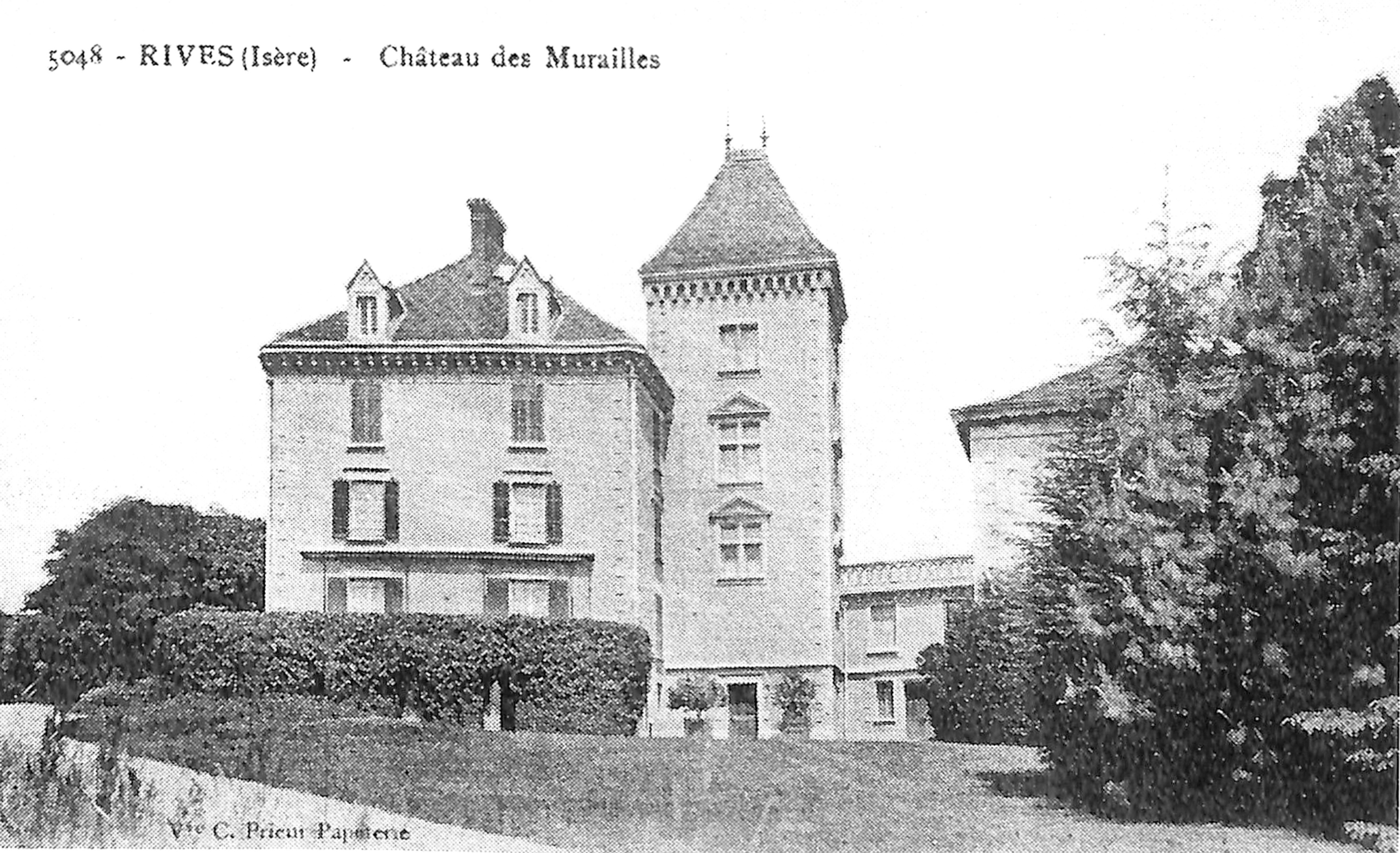
Château des Murailles à Rives.
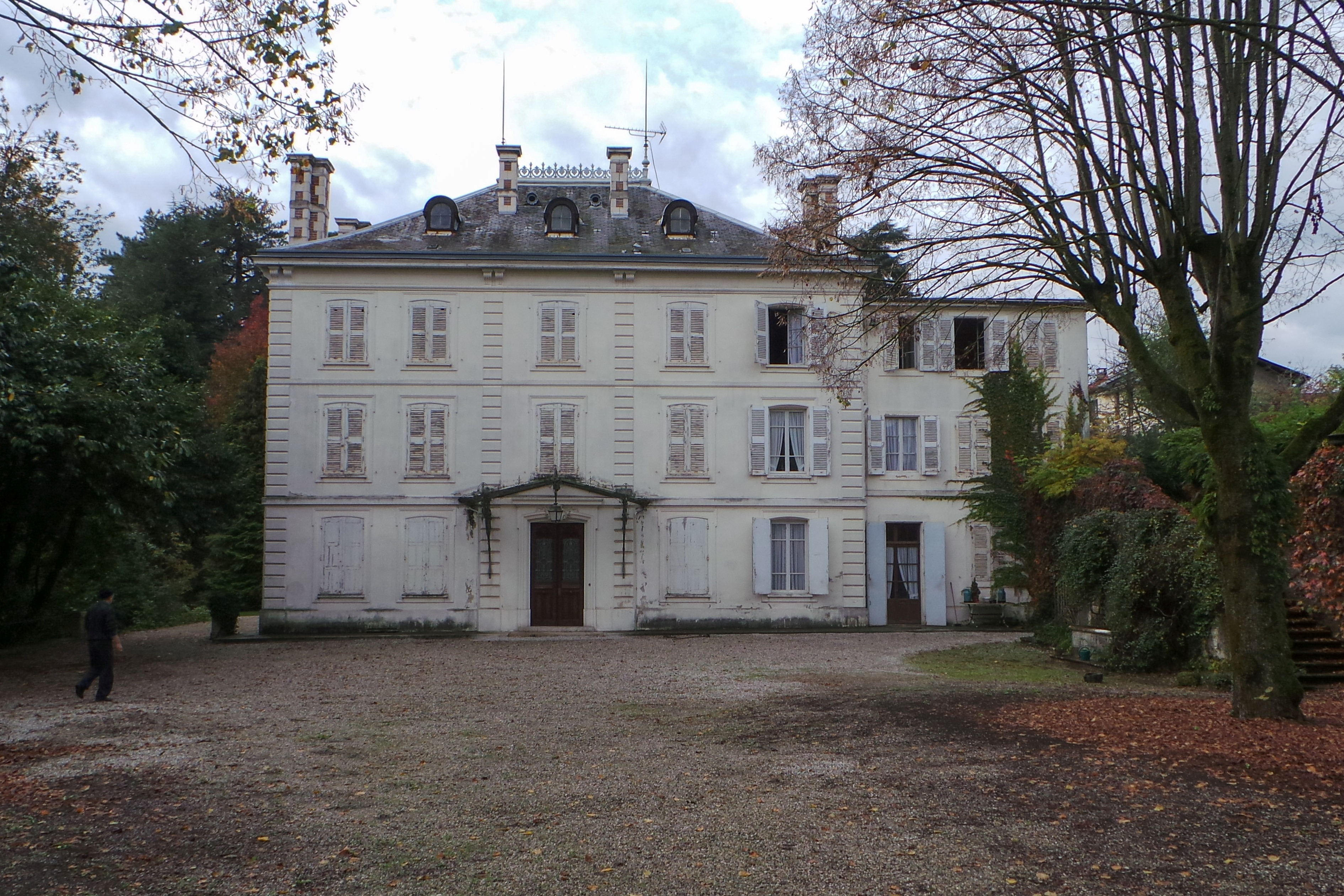
Le château de la Chana.

La famille Blanchet est une famille catholique. En 1847, Léonce Blanchet fait construire une chapelle, la chapelle Blanchet, à proximité de la papeterie du Bas-Rives pour permettre à sa famille et au personnel de la papeterie d’assister à la messe car l'église de la paroisse était jugée trop éloignée. Plus tard, en 1895, les enfants de Léonce Blanchet font construire sur leur fonds propres la nouvelle église paroissiale, l'église Saint-Valère de Rives, pour remplacer l'ancienne église  du prieuré Saint-Vallier datant des environs de 1100.

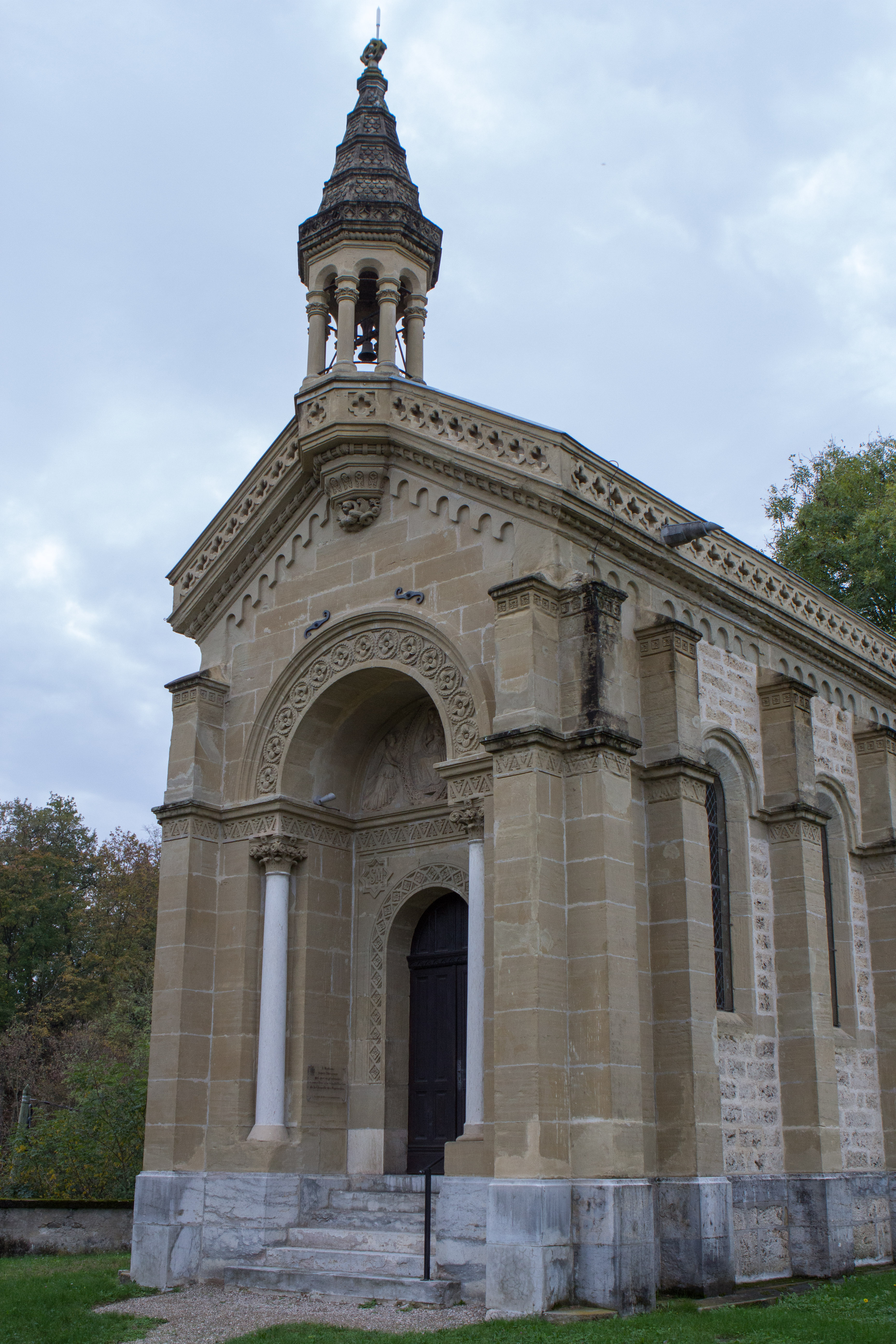
La chapelle des papeteries de la famille Blanchet.
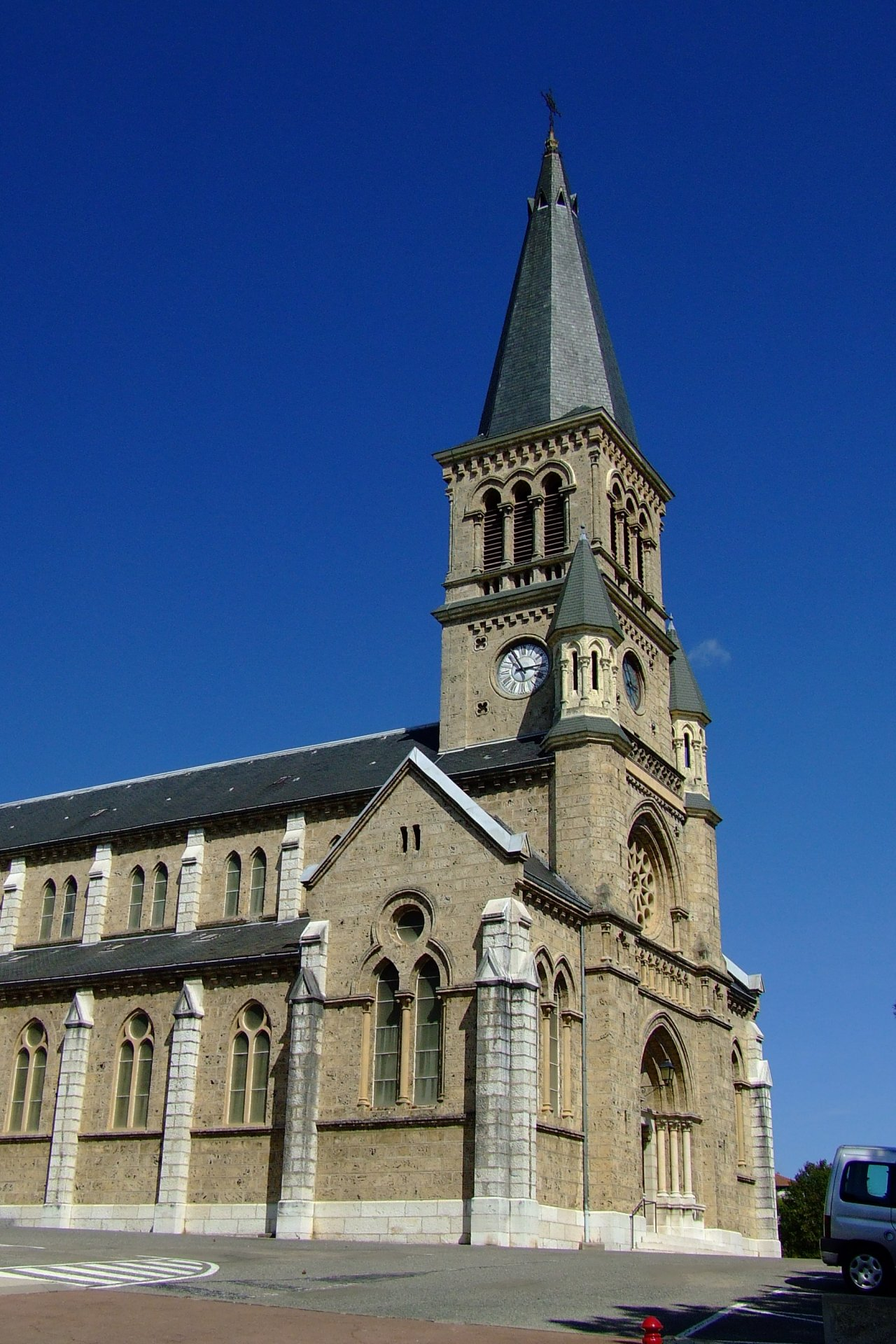
L'église Saint-Valère de Rives, construite par la famille Blanchet.

Outre leurs papeteries, qui donnent des emplois à de nombreux Rivois, les Blanchet et les Kléber sont actifs dans toute la vie économique de la ville de par les propriétés foncières (terrains et demeures), leurs investissements dans le commerce et l'industrie locale, mais aussi dans la vie sociale et politique de la commune. 
Les Blanchet et les Kléber occupent de nombreux mandats politiques locaux :
- maires de Rives :
  - Victor Joseph Blanchet, maire de 1831 à 1848 ;
  - Jean-Antoine Didier Kléber, maire de 1850 à 1864 ;
  - Louis Alphonse Kléber, maire de 1864 à 1879 et de 1882 à 1892 ;
  - Victor Henri Blanchet, maire de 1897 à 1919 ;
- conseillers généraux :
  - Augustin Laurent Blanchet, conseiller général du canton de 1833 à 1838 ;
  - Victor Joseph Blanchet, conseiller général du canton de 1838 à 1854 ;
  - Léonce Blanchet, conseiller général du canton de 1854 à 1868 ;
  - Louis Alphonse Kléber, conseiller général du canton de 1868 à 1871 ;
- député :
  - Victor Henri Blanchet, député de l'Isère de 1919 à 1924.

Alphonse Kléber, maire de la commune de 1864 à 1879 et de 1882 à 1892, s'intéresse particulièrement aux domaines de l'éducation et de la santé. Il introduit la gratuité partielle dans l'école de la commune et fait construire un hôpital communal. Tandis qu'Augustin Hector Blanchet, fervent catholique et opposant à la Loi de séparation des Églises et de l'État, finance la construction de deux écoles libres religieuses pour garçons (école Saint-Maurice) et filles (école Sainte-Geneviève), ainsi qu'une maison de religieuses gardes-malades.
La compagnie des pompiers de Rives est très liée aux dirigeants de la papeteries. Les Blanchet et les Kléber sont nombreux à avoir dirigé les pompiers de la ville et ils contribuent à l'achat du matériel au logement du personnel qui travaille aussi dans les usines BFK. La caserne est même placée dans la papeterie du Bas-Rives.

## De la société BFK à ArjoWiggins
Jusqu'au XVIIIe siècle, Rives était renommée pour ses forges et ses aciéries. Tout au long du XIXe siècle et jusqu'au milieu du XXe siècle, la commune se développe grâce à ses papeteries qui produisent des papiers de qualité, mais aussi les premiers papiers photographiques, les papiers de sécurité comme les billets de banque, et des papiers pour l’édition dont le vélin BFK. 
Dans son édition daté de 1925, le répertoire général de la production française (l'annuaire industriel Kompass), cite la société BFK de Rives comme produisant des papiers parcheminés, filigranés, vélins et vergés ; des papiers à la cuve pour éditions de luxe ; des papiers gélatinés ; des papiers bruts pour la photographie, du papier « Ferro et Cyrano ». À cette date, le président du conseil d'administration est Augustin Blanchet, et les administrateurs sont : Jean Langlois, Maurice Verdet-Kléber, Victor Blanchet, Maurice Kléber, Gaston Kléber et Léonce Blanchet.

Logos des anciennes entreprises du groupe ArjoWiggins : Arjomari, Arjomori-Prioux et Wiggins-Teape-Appleton.

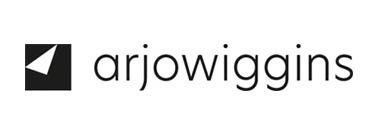
Logo du groupe Arjowiggins.

Au cours XXe siècle, après diverses fusions avec d'autres sociétés, la papeterie BFK change de nom et de propriétaires, :
- en 1905, après les décès de Paul Blanchet, Alphonse Kléber et Alexandre Kléber, l'entreprise devient une société anonyme sous le nom de Société Blanchet Frères et Kléber et Compagnie ;
- en 1910, la société change de nom et devient la Société anonyme des papeteries de Rives ;
- en 1956, la société des papeteries de Rives fusionne avec les sociétés Arches (dans les Vosges), Johannot (en Ardèche) et Marais (en Seine-et-Marne) pour former la société Arjomari (AR : les deux premières lettres de la société Arches ; JO : les deux premières lettres de la société Johannot ; MA : les deux premières lettres de la société Marais ; RI : les deux premières lettres du nom de la ville de Rives) ;
- en 1968, la société Prioux-Dufournier rejoint Arjomari, l'entreprise devient Arjomari-Prioux ;
- en 1976, la société Arjomari-Prioux devient l’actionnaire majoritaire de l'entreprise papetière Canson & Montgolfier ;
- en 1991, Arjomari-Prioux fusionne avec la société Wiggins-Teape-Appleton pour donner naissance au groupe Arjowiggins.

Dans les années 1920, les descendants des Blanchet (famille Langlois) et des Kléber (famille Verder-Kléber) s'opposent dans le conseil d’administration de l'entreprise ; les Blanchet-Langlois quittent l'entreprise, laissant les Verdet-Kléber la diriger avec les représentants des autres actionnaires.
Les usines de Rives ferment les unes après les autres. La dernière papeterie du groupe ArjoWiggins à Rives, celle du Gua, est fermée en 2011 à la suite du rachat d'ArjoWiggins par le groupe papetier suédois Munksjö AB; les activités de cette usine sont alors transférées sur le site voisin de Charavines,. Puis, en 2015, le site de Charavines, la dernière usine du groupe présente dans le département de l'Isère, ferme à son tour.
Au XXIe siècle, le papier BFK Rives est encore une référence dans le monde du papier à dessin, du papier d'art, d'édition, de gravure ou photographique. Il est fabriqué par la société Arches, ancienne société du groupe Arjomari et actuellement propriété du groupe suédois Munksjö Oyj (issu de la fusion en 2013 de Munksjö AB et de la division « Étiquettes et transformation » du finlandais Ahlstrom Corporation), qui seul possède la marque BFK Rives.

Vues des anciennes usines BFK de Rives, au début du XXIe siècle
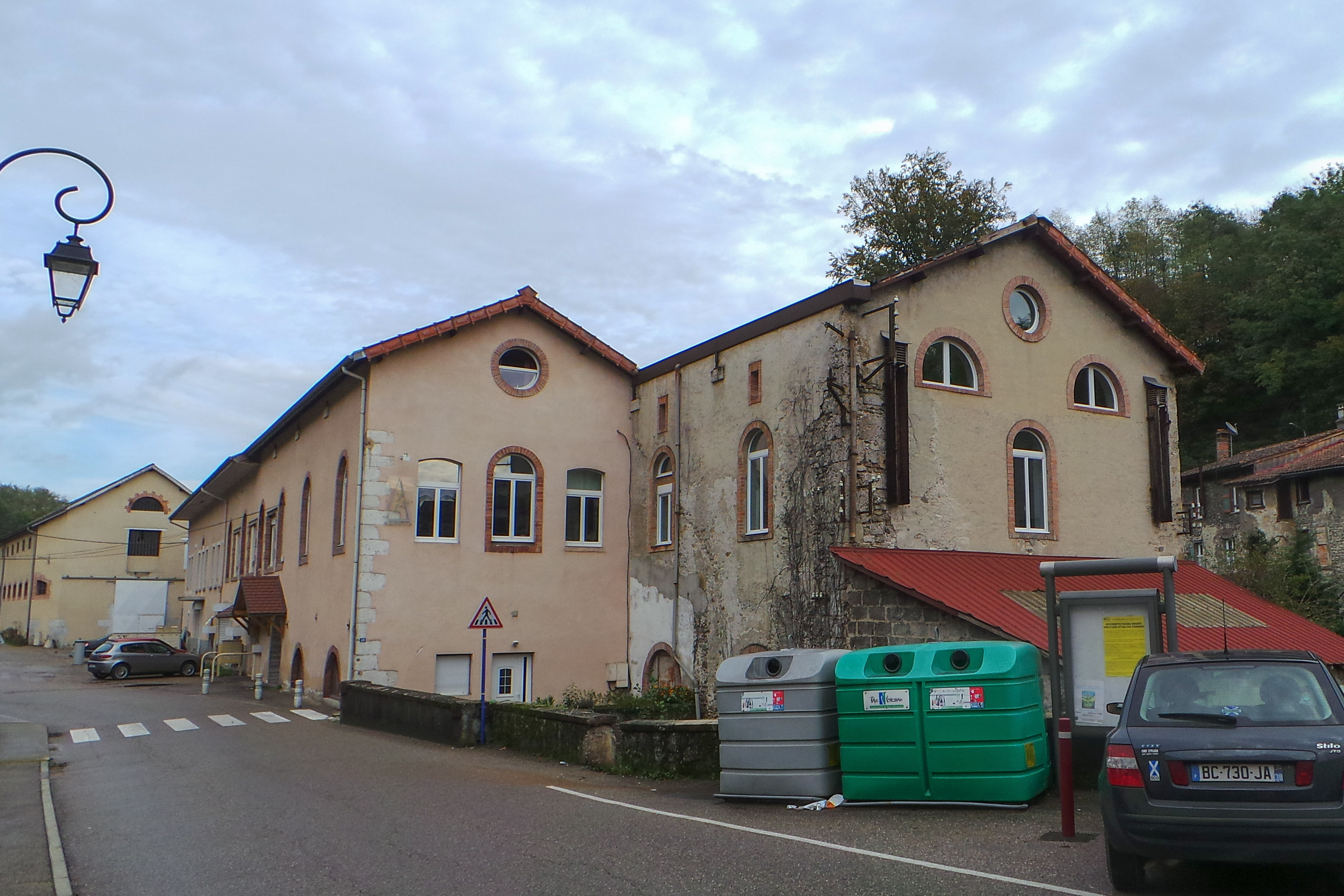
La grande Fabrique, au Bas-Rives.
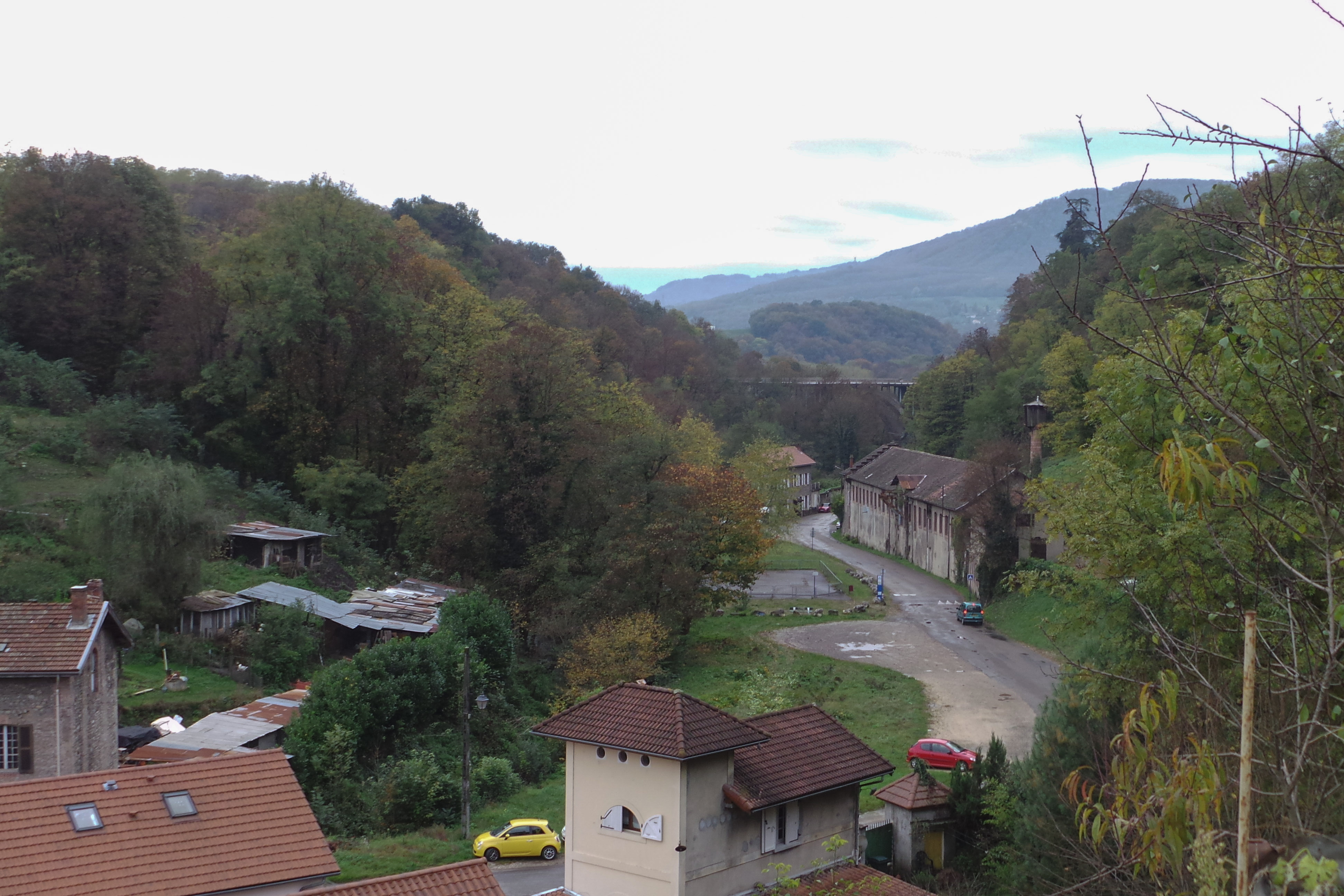
Usine de la Liampre.
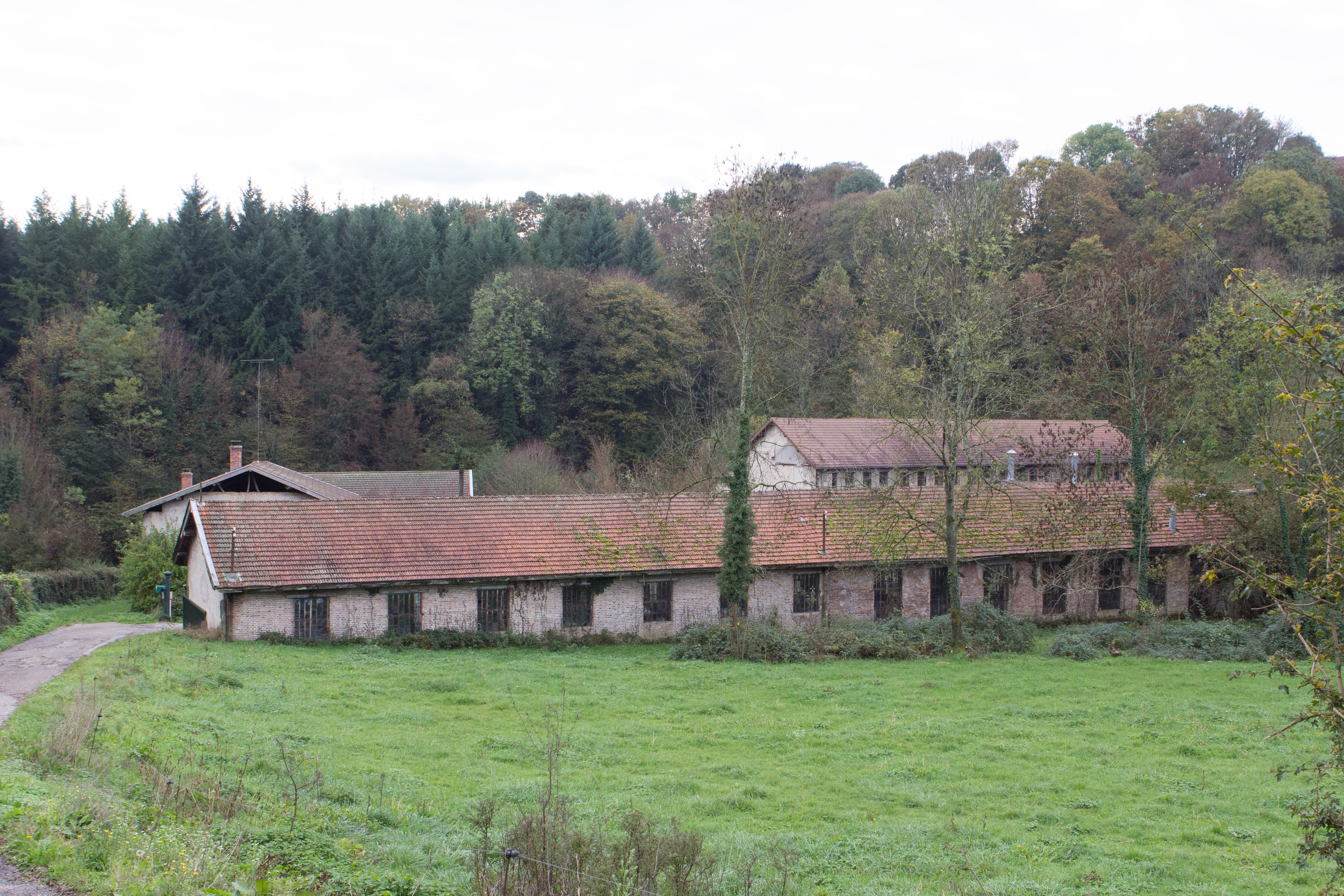
Usine de la Poype.
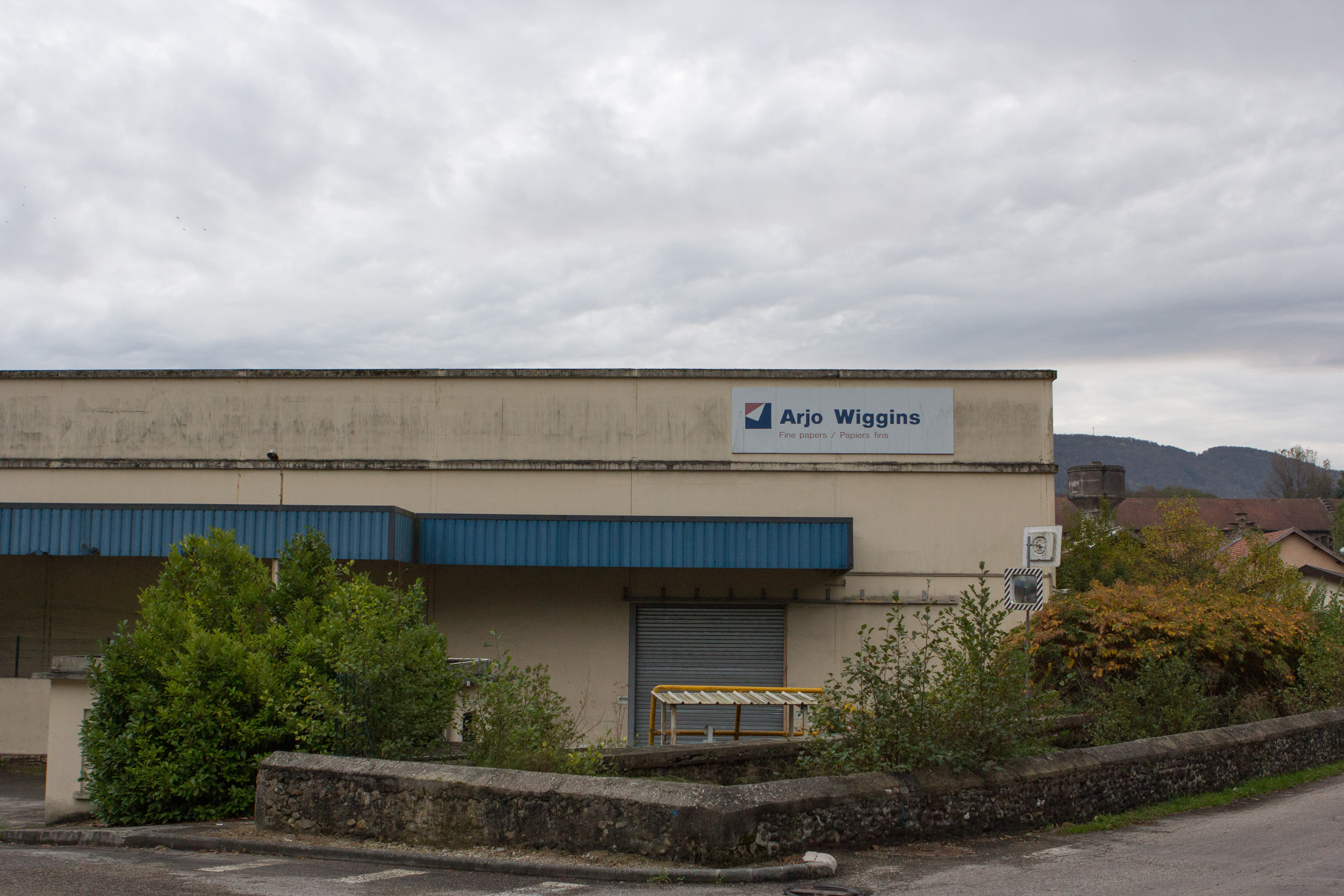
Usine du Guâ.

## Chronologie de la papeterie Blanchet Frères et Kléber
|  |